# Éolienne
Pour les articles homonymes, voir Éolienne (homonymie).
Une éolienne est un dispositif qui transforme l'énergie cinétique du vent en énergie mécanique, dite énergie éolienne, laquelle est ensuite le plus souvent transformée en énergie électrique. Les éoliennes produisant de l'électricité sont appelées « aérogénérateurs », tandis que les éoliennes qui pompent directement de l'eau sont parfois dénommées « éoliennes de pompage » ou « pompes à vent ». Une forme ancienne d'éolienne est le moulin à vent.
Les termes « centrale éolienne », « parc éolien » ou « ferme éolienne » sont utilisés pour décrire les unités de production groupées, installées à terre ou en mer.
Les pays du monde où les champs éoliens sont les plus nombreux sont la Chine, les États-Unis, l'Allemagne, l'Espagne, l'Inde, le Royaume-Uni et, en proportion de la population, le Danemark (voir Production d'énergie éolienne).
Comme l'énergie solaire et d'autres énergies renouvelables intermittentes, l'éolien peut constituer un système d'alimentation autonome, mais il nécessite alors soit une source d'énergie d'appoint pour les périodes moins ventées (par exemple des centrales à gaz), soit un stockage d'énergie de réseau (batteries, stockage hydraulique ou, plus récemment, hydrogène, méthanation, air comprimé), soit encore un réseau électrique intelligent.

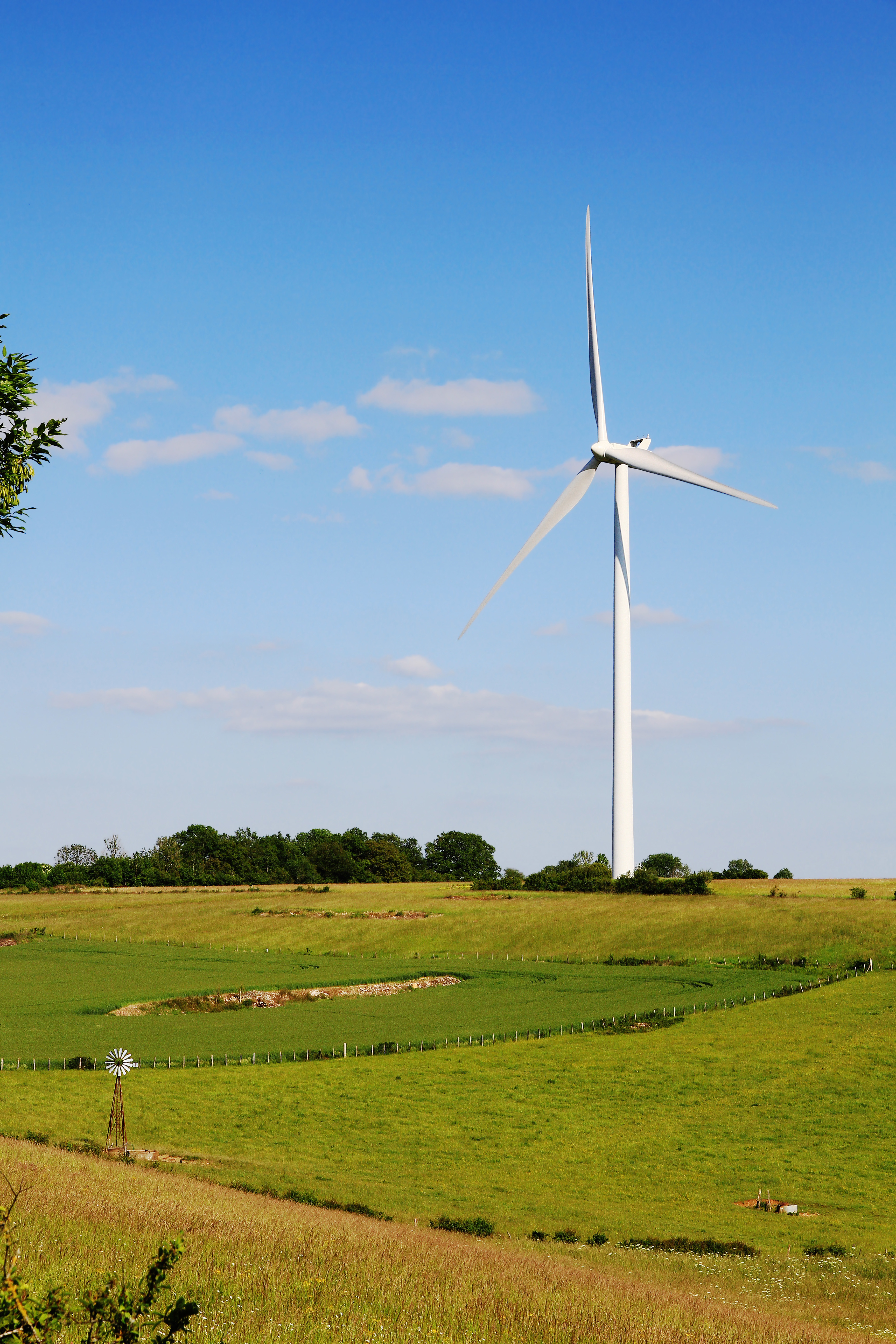
Deux types d'éoliennes à Marcellois.

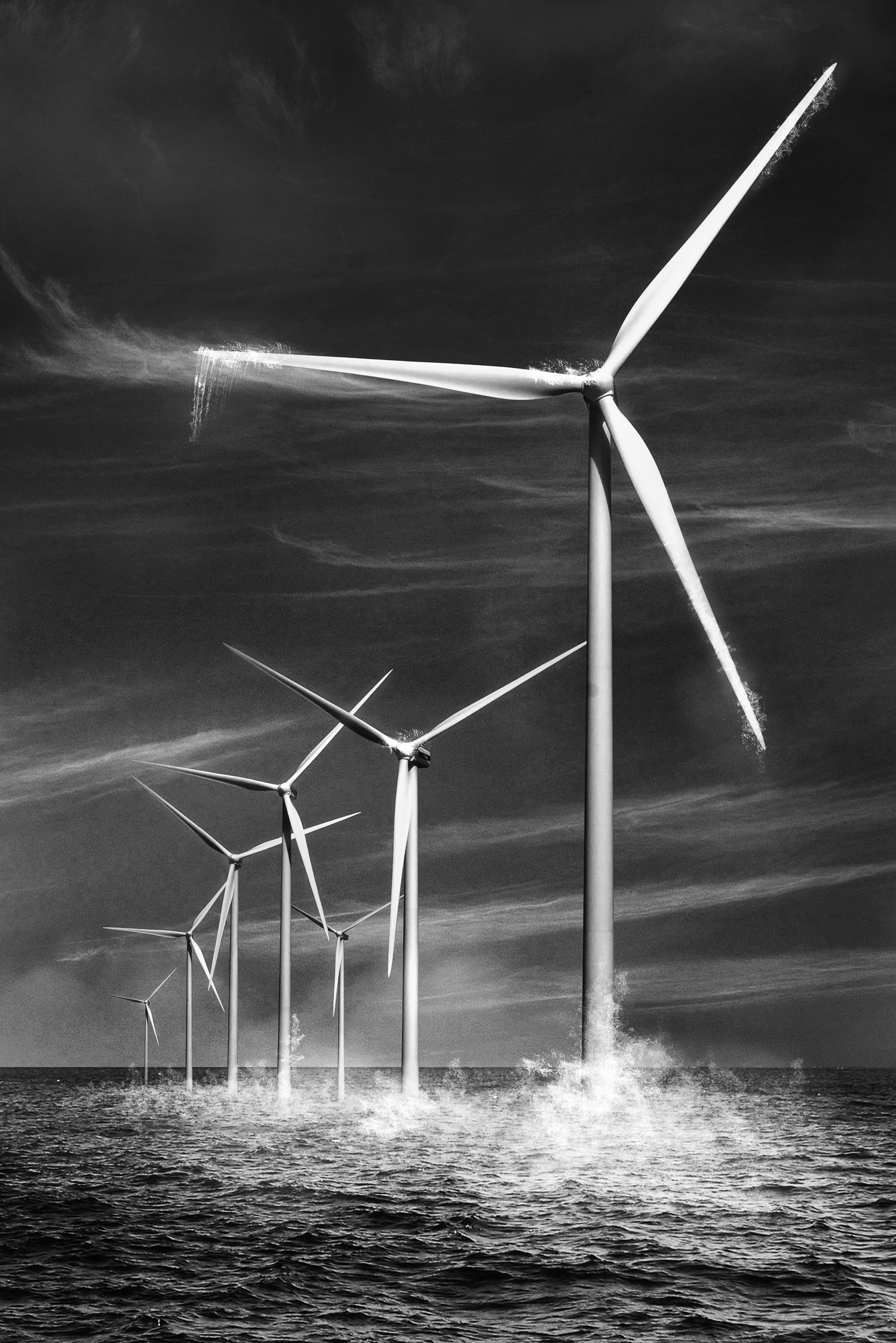
Éoliennes en mer photographiées en 2014.

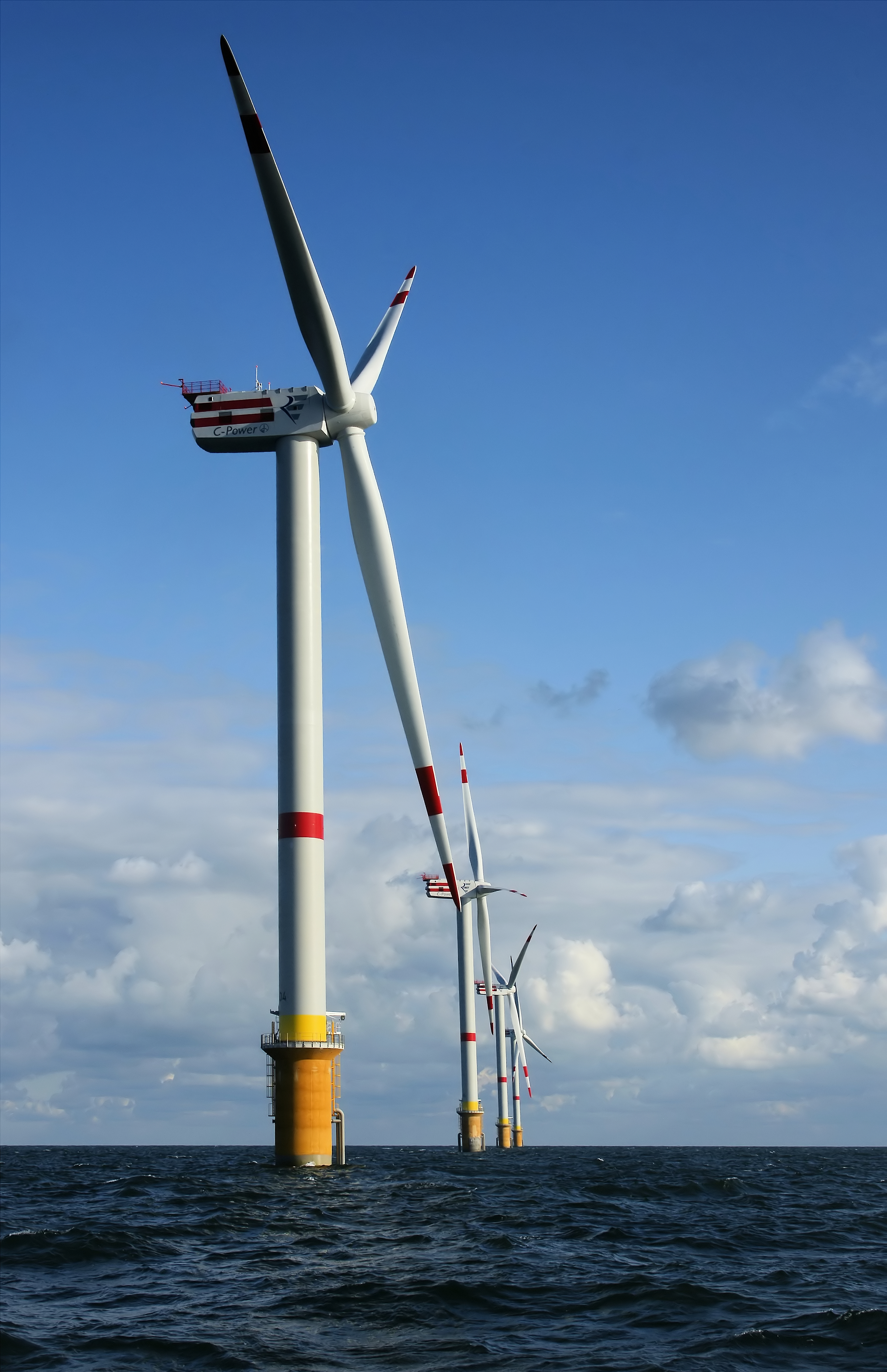
Parc éolien en mer, en Belgique.

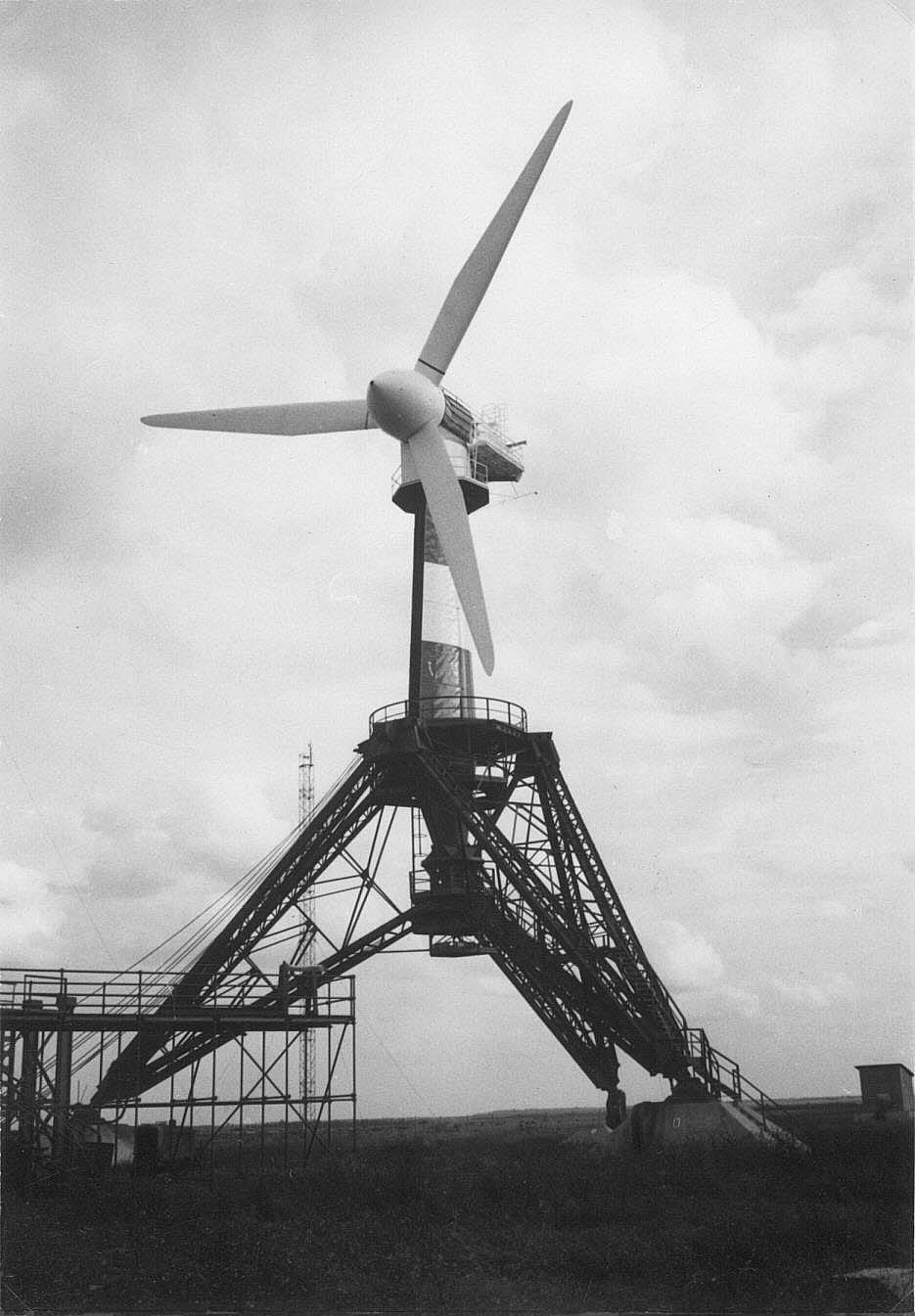
Éolienne BEST-Romani à Nogent-le-Roi (Eure-et-Loir), 1955-1966.

## Étymologie
En 1885, Ernest-Sylvain Bollée, inventeur de l'éolienne Bollée, utilise le mot « éolienne » (du dieu du vent Éole) pour la première fois comme nom commun à partir de l'adjectif substantivé (énergie éolienne). Le mot trouve sa place dans le Larousse en 1907.

## Historique

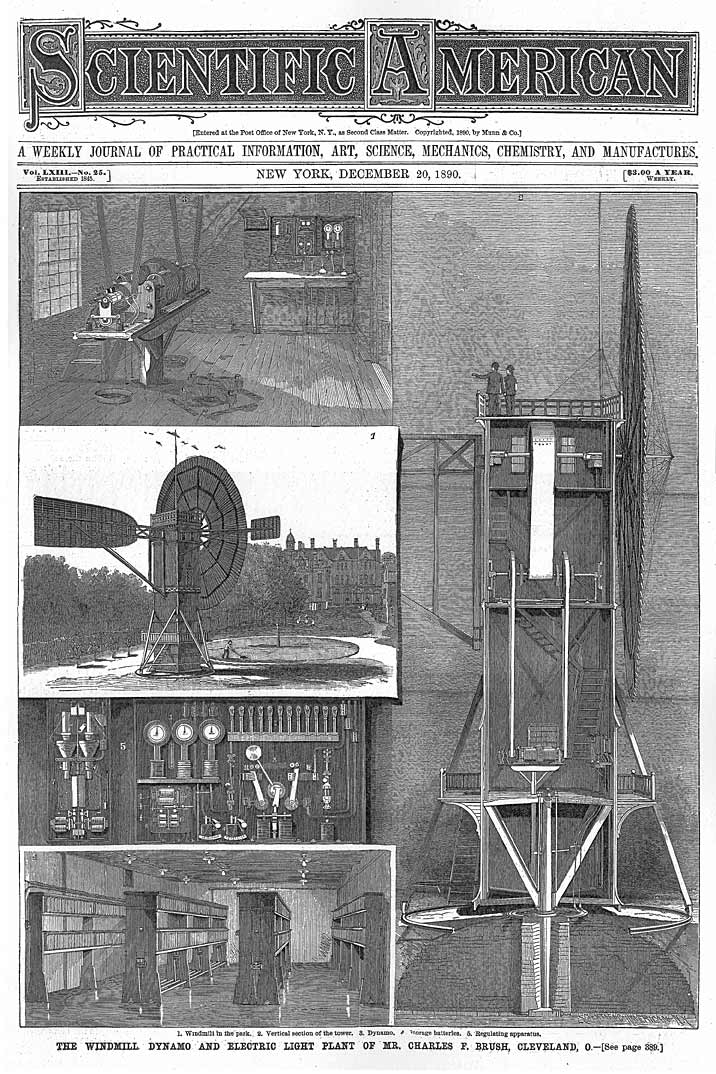
Article de Scientific American sur l'invention de Brush (1890).

L'ancêtre de l'éolienne est le moulin à vent, apparu en Perse dès l'an 620 et suivi de la pompe à vent, apparue au IXe siècle dans l'actuel Afghanistan. De nos jours, ils sont encore utilisés couplés à une pompe à eau, généralement pour drainer et assécher des zones humides ou au contraire irriguer des zones sèches ou permettre l'abreuvage du bétail.
En 1888, Charles Francis Brush construit une grande éolienne pour alimenter sa maison en électricité, avec stockage par batterie d'accumulateurs.
La première éolienne « industrielle » génératrice d'électricité est mise au point par le Danois Poul La Cour en 1890, pour fabriquer de l'hydrogène par électrolyse. Dans les années suivantes, il crée l'éolienne « Lykkegard », dont il vend soixante-douze exemplaires en 1908.

En 1923, le généticien britannique John Burdon Sanderson Haldane écrit : 

« Si une éolienne dans le jardin pouvait produire 50 kg de charbon par jour (or, elle peut produire l’équivalent en énergie), nos mines de charbon fermeraient dès demain. Personnellement, je pense que d’ici 400 ans, on aura peut-être résolu le problème de l’énergie en Angleterre de la façon suivante : le pays sera recouvert de rangées d’éoliennes de métal, entraînant des moteurs électriques qui eux-mêmes fourniront un courant à très haute tension à un grand réseau électrique. De grandes centrales judicieuses espacées utiliseront le surplus d’énergie des périodes venteuses pour effectuer la décomposition électrolytique de l’eau en oxygène et en hydrogène. Ces gaz seront liquéfiés et stockés dans de vastes réservoirs à double paroi sous vide, probablement enterrés. (…) Par temps calme, les gaz seraient recombinés dans des moteurs à explosion reliés à des dynamos pour récupérer de l’électricité ou, plus probablement, dans des piles à combustibles. »

 Une éolienne expérimentale de 800 kVA fonctionna de 1955 à 1963 en France, à Nogent-le-Roi dans la Beauce. Elle avait été conçue par le Bureau d'études scientifiques et techniques de Lucien Romani et exploitée pour le compte d'EDF. Simultanément, deux éoliennes Neyrpic de 130 et 1 000 kW furent testées par EDF à Saint-Rémy-des-Landes (Manche). Il y eut également une éolienne raccordée au secteur sur les hauteurs d'Alger (Dély-Ibrahim) en 1957.
Cette technologie ayant été quelque peu délaissée par la suite, il faudra attendre les années 1970 et le premier choc pétrolier pour que le Danemark reprenne les installations d'éoliennes.

## Description

Schéma d'une éolienne de type aérogénérateur.

### Éolienne à axe horizontal

Une éolienne à axe horizontal est une hélice perpendiculaire au vent, montée sur un mât. La hauteur est généralement de 20 m pour les petites éoliennes, et supérieure au double de la longueur d'une pale pour les modèles de grande envergure.
En 2017, la plus grande éolienne mesure 187 m de haut pour une puissance de 9,5 MW. En 2019, le prototype de l'Haliade X, installé à Rotterdam, d'une puissance de 12 MW, atteint 260 m de haut.

#### Composition
L'éolienne la plus courante, à axe horizontal, se compose d'un mât, une nacelle et un rotor. Des éléments annexes, comme un poste de livraison pour injecter l'énergie électrique produite au réseau électrique, complètent l'installation.
Une telle éolienne se modélise principalement à partir de ses caractéristiques aérodynamiques, mécaniques et électrotechniques. En pratique, on distingue aussi le « grand éolien », qui concerne les machines de plus de 350 kW, de l'éolien de moyenne puissance (entre 36 et 350 kW) et du petit éolien (inférieur à 36 kW).

##### Mât
Le mât permet de placer le rotor à une hauteur suffisante pour permettre son mouvement (nécessaire pour les éoliennes à axe horizontal), ou à une hauteur où le vent souffle de façon plus forte et plus régulière qu'au niveau du sol. Le mât abrite généralement une partie des composants électriques et électroniques (modulateur, commande, multiplicateur, générateur, etc.). Les mâts sont généralement en acier, mais des mâts de béton sont de plus en plus utilisés par certains producteurs (par exemple en France, pour environ 1 000 éoliennes montées de 2004 à début 2013 par Enercon, 300 ont un mât de béton).

##### Nacelle
La nacelle est montée au sommet du mât et abrite les composants mécaniques et pneumatiques et certains composants électriques et électroniques nécessaires au fonctionnement de la machine. La nacelle peut tourner pour orienter la machine dans la bonne direction.

##### Rotor
Le rotor est composé du nez de l'éolienne recevant les pales (en général trois), fixé sur un arbre tournant dans des paliers installés dans la nacelle. Le rotor, solidaire des pales, est entraîné par l'énergie du vent. Il est branché directement ou indirectement (via un multiplicateur de vitesse à engrenages) au système mécanique qui utilise l'énergie recueillie (pompe, générateur électrique, etc.).

#### Puissance théoriquement récupérable
La puissance du vent contenue dans un cylindre de section {\displaystyle S\,} est :
{\displaystyle P_{cin{\acute {e}}tique}={\frac {1}{2}}.\rho .a.S.V^{3}\,}
avec :
{\displaystyle V_{eolienne}=a.V\quad ~~0.5\leq a\leq 1.\quad ~~V_{eolienne}~~} : vitesse du fluide au niveau de l'éolienne ;
{\displaystyle \rho \,} : masse volumique de l'air (air atmosphérique sec, environ : 1,23 kg/m3 à 15 °C et à pression atmosphérique, soit 1,013 2 bar) ;
{\displaystyle V\,} : vitesse du vent en m/s.
Une éolienne ne permet de récupérer qu'une partie de cette puissance, car l'écoulement ne peut pas avoir une vitesse nulle après son passage à travers la turbine (dans le cas contraire, cela reviendrait à « arrêter le vent »).

##### Formule de Betz
L'énergie récupérable par une éolienne est inférieure à l'énergie cinétique de l'air situé en amont de celle-ci, puisque l'air doit conserver une énergie cinétique résiduelle pour qu'il subsiste un écoulement. Albert Betz a démontré en 1920 que la puissance maximale récupérable est égale à 16⁄27 de la puissance incidente.
La puissance maximale théorique d'une éolienne est ainsi fixée à :
{\displaystyle P_{max}={\frac {16}{27}}.{\frac {1}{2}}.\rho .S.V^{3}\,}
{\displaystyle et~~a={\frac {2}{3}}\quad ~~V_{eolienne}=a.V\,}
soit :
{\displaystyle P_{max}=0,37.S.V^{3}\,}
où :
- {\displaystyle P} = puissance en watts (W) ;
- {\displaystyle S} = surface balayée par les pales en mètres carrés (m2) ;
- {\displaystyle V} = vitesse du vent en mètres par seconde (m/s).

Cette puissance maximale est ensuite affectée du coefficient de performance propre au type et au modèle d'éolienne et au site d'installation. Ce coefficient est en général compris entre 0,20 et 0,70.
Pour un rotor à axe horizontal, un calcul du coefficient de puissance maximal a été proposé par H. Glauert en 1935, en fonction du rapport de vitesse en bout de pale λ = ΩR/V0. Le calcul de cet optimum de puissance a été amendé en 2025 par l'étudiante Divya Tyagi, qui a fourni des solutions exactes pour les coefficients de poussée CT et de moment de flexion CBe, obtenues par calcul des variations.
Pour le calcul de la puissance d'une éolienne tenant compte de l'énergie cinétique et potentielle, voir Calcul de la puissance d'une turbine type éolien ou hydrolienne.

#### Production d'énergie électrique
Du fait de l'intermittence du vent et des variations de sa puissance, on distingue deux notions :
Puissance nominaleUne des caractéristiques importantes des éoliennes est leur puissance électrique nominale. Ainsi, faire référence à une éolienne de 2 MWc (mégawatt-crête) signifie qu'elle est capable de fournir une puissance électrique maximale de 2 × 106 watts. La vitesse de vent minimale pour atteindre cette puissance maximale est de l'ordre de 15 m/s, soit environ 55 km/h : en dessous de cette vitesse, l'éolienne produit moins d'énergie, mais au-dessus, la production n'est pas plus importante, et quand la vitesse du vent atteint le seuil de sécurité (souvent aux alentours de 25 à 35 m/s – 90 à 126 km/h), l'éolienne est bridée, voire mise à l'arrêt. La production réelle d'énergie électrique est donc fonction de la distribution statistique de la vitesse du vent sur le site.
Facteur de chargeLe facteur de charge est le rapport entre l'énergie électrique produite sur une période donnée et l'énergie que l'éolienne aurait produite si elle avait fonctionné à sa puissance nominale durant la même période. Cet indicateur est souvent calculé sur une année et exprimé en pour cent (%), c'est d'ailleurs le cas dans la suite de cette section. En moyenne, sur l'ensemble de l'Europe, ce facteur de charge a varié entre 17,7 et 21,0 % entre 2003 et 2008, alors qu'en France il a été de 22 % pour les années 2009 et 2010,. En 2022, la Neue Zürcher Zeitung a calculé le facteur de charge de 18 000 éoliennes en Allemagne sur un total de 28 000. Selon le quotidien suisse, leur facteur de charge est inférieur à 20 %. Seules 15 % des éoliennes ont un facteur de charge qui dépasse 30 %. Deux seulement se trouvent dans le sud de l'Allemagne.
En 2009, l'éolien représentait 1,3 % de la production mondiale d'électricité. En France, la production électrique de l'éolien représentait 1,5 % de la production totale d'électricité en 2009 et 1,7 % en 2010. Au Danemark, le parc de 3 482 MW en 2009 et une production de 24 194 TJ représentaient 18,5 % de la production d'électricité (soit 2,99 % de la consommation totale d'énergie).

Eolienne et parcs d'éoliennes
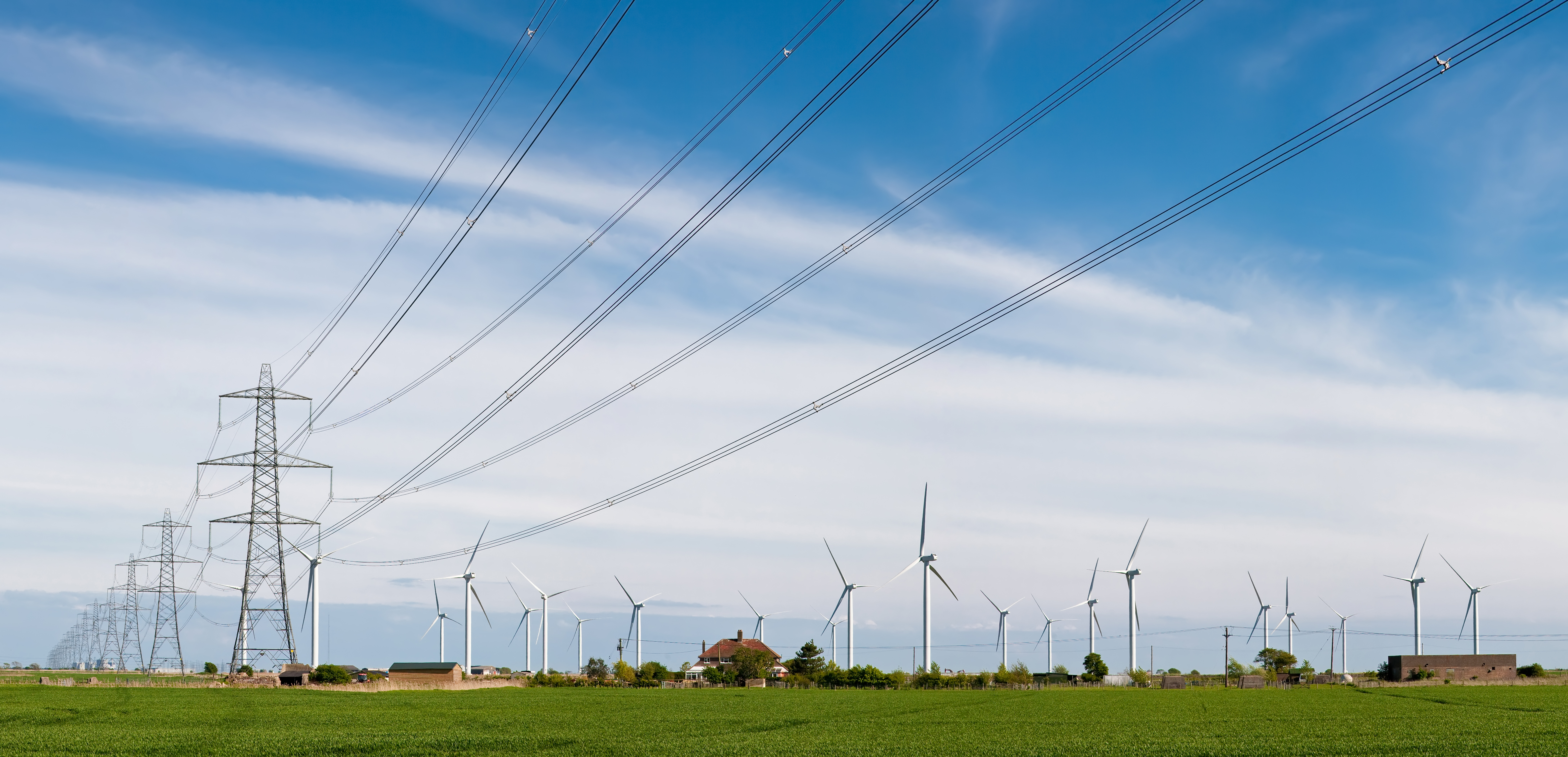
Éoliennes et lignes à haute tension près de Rye, en Angleterre.
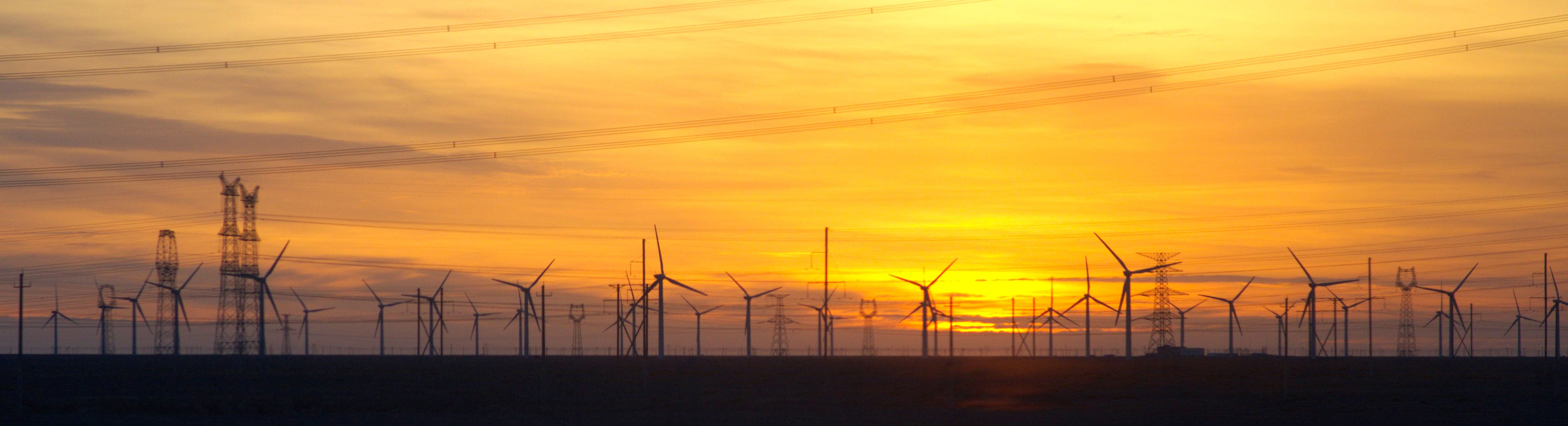
Coucher de soleil sur le parc éolien de Guazhou, en Chine, qui comprend plus de 200 éoliennes.
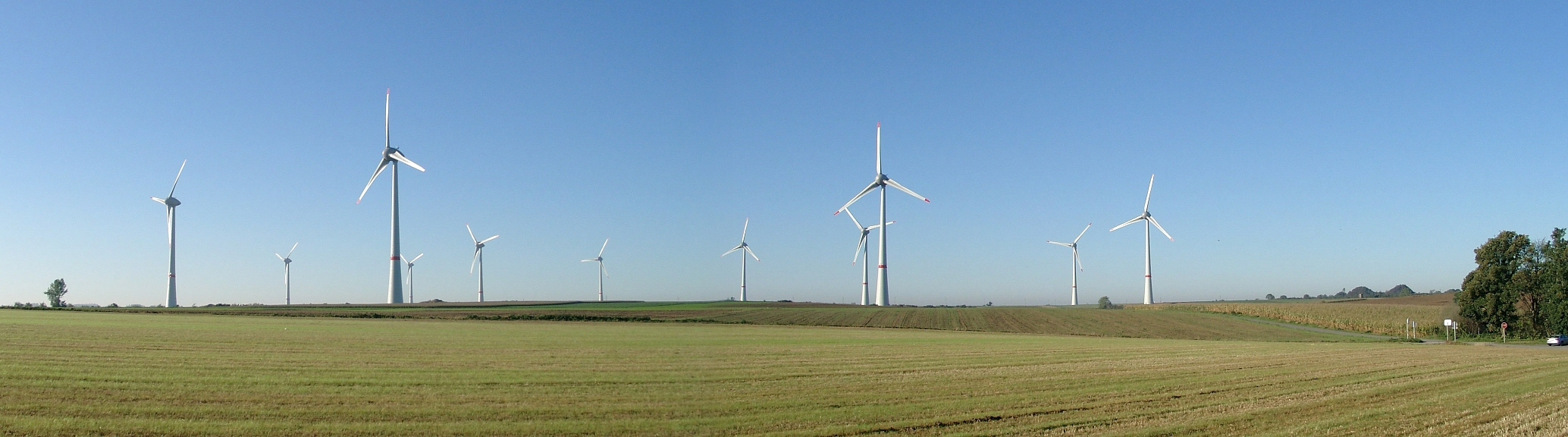
Parc éolien d'Estinnes, Belgique, 11 éoliennes, vues le 10 octobre 2010.

#### Autres caractéristiques techniques
Pour des raisons de sécurité, il est nécessaire d'immobiliser les pales lorsque le vent est trop fort. En effet, les pales fléchissent sous la force du vent et, par vent trop fort, viendraient percuter le mât. L'inertie de la turbine est à peu près proportionnelle au cube de la longueur des pales alors que la surface résistante au vent est proportionnelle au carré de cette longueur. Les pressions exercées sur une éolienne augmentent donc très rapidement à mesure que sa taille augmente. Ainsi la longueur maximale d'une pale est-elle limitée par la résistance de ses matériaux.
Les pales de grande taille sont réalisées avec des matériaux composites à base de fibre de verre ou de carbone et une résine époxy ou polyester. Le balsa est couramment utilisé dans les composites à structure sandwich des pales,. D'autres matériaux peuvent être utilisés. Les éoliennes plus petites peuvent être construites dans des matériaux moins chers, tels que la fibre de verre, l'aluminium ou le bois lamellé.

Éléments d'une éolienne
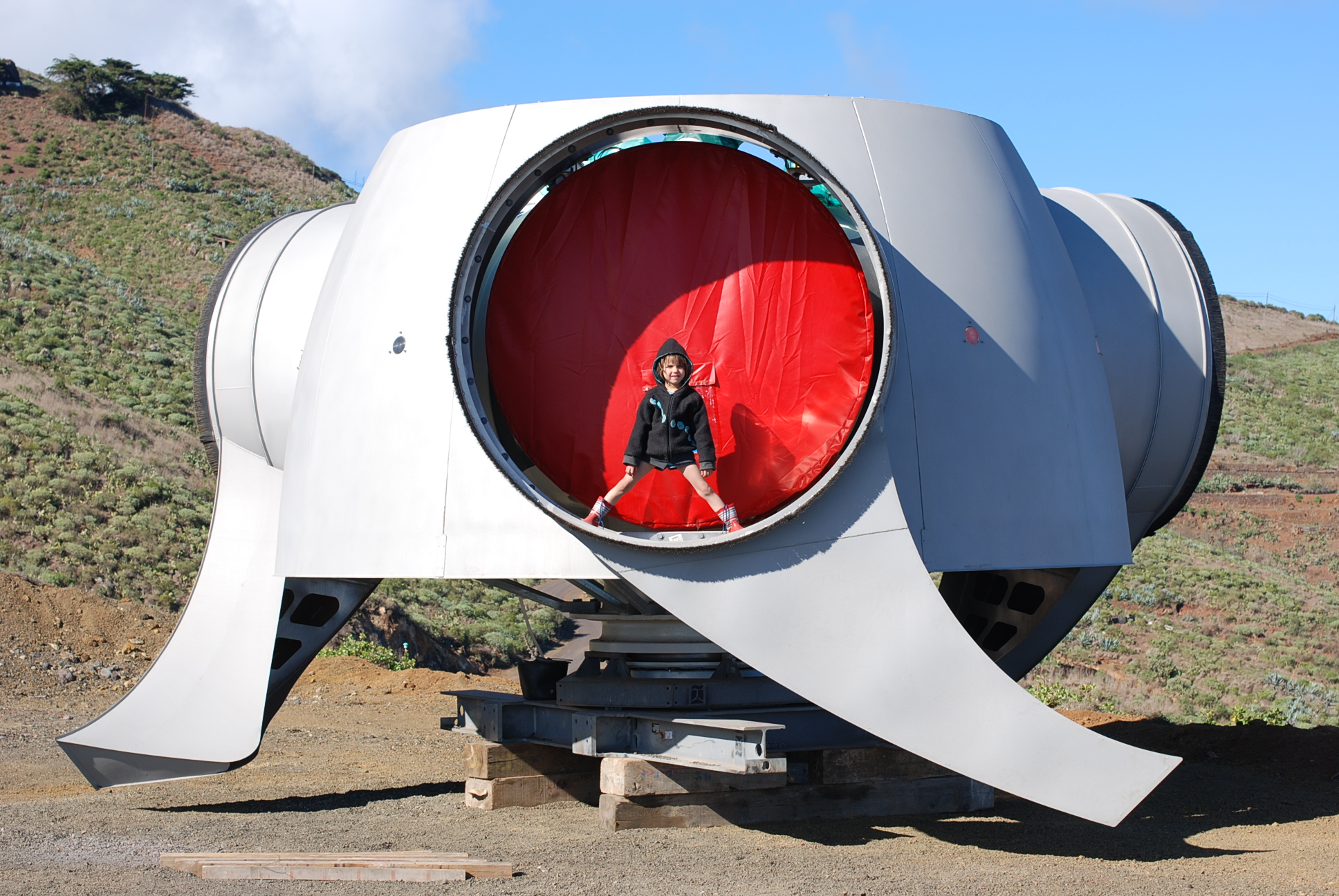
Moyeu d'une éolienne sans pales (Enercon E-70) sur l’île de El Hierro (Canaries).
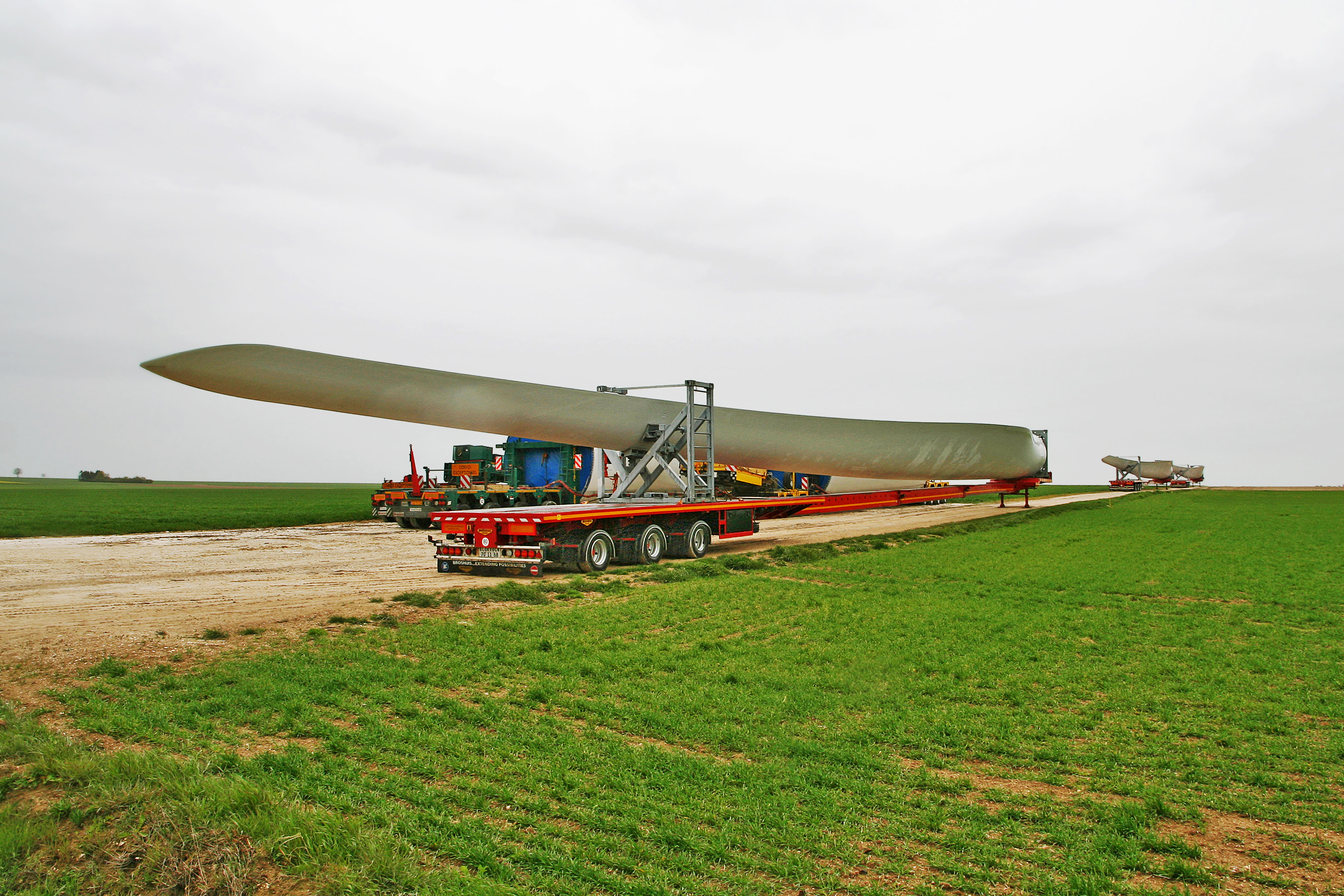
Pale sur une remorque.
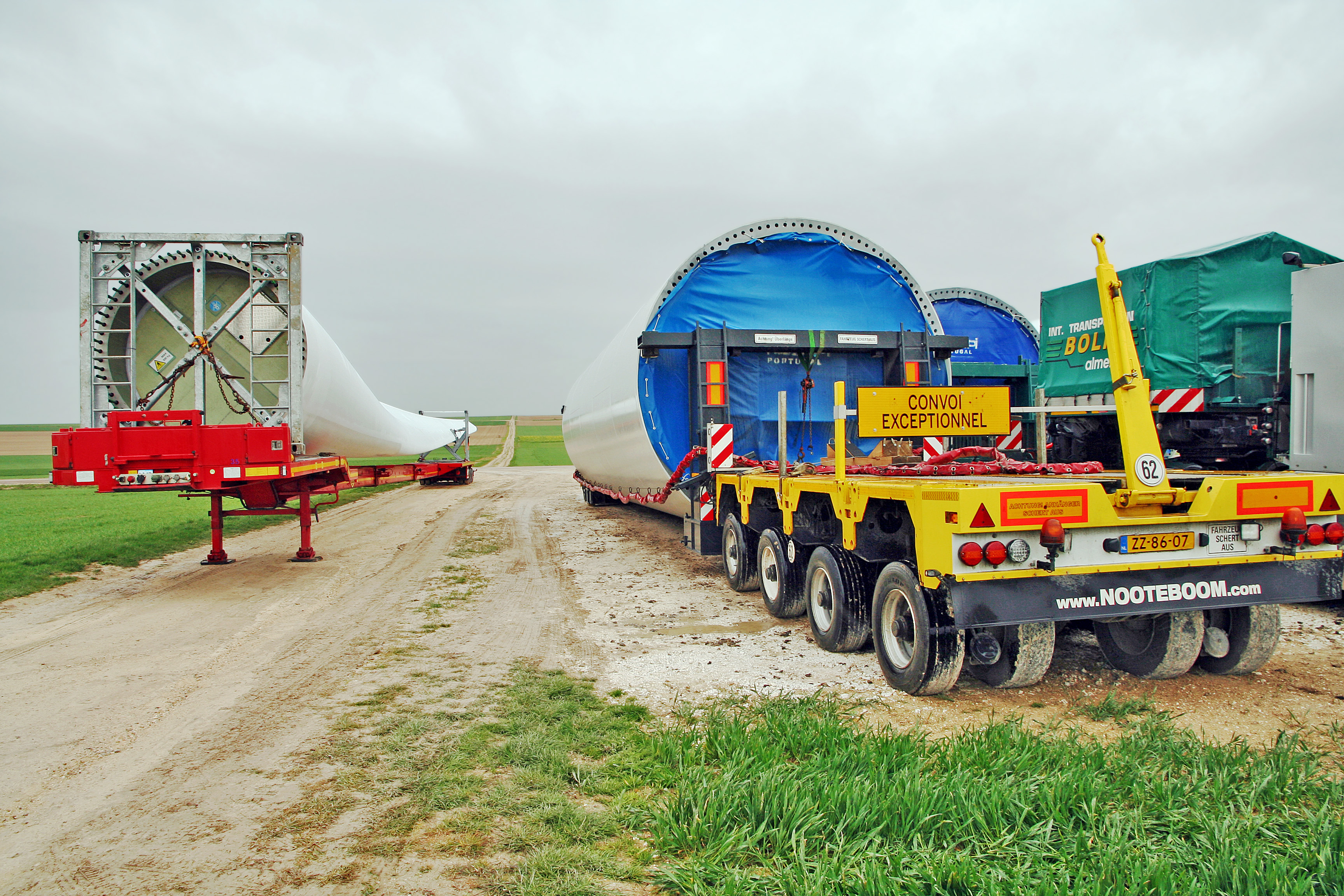
Segments du mât sur remorques et embase d'une pale.
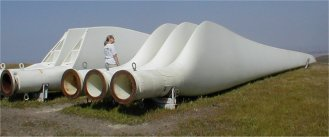
Pales de remplacement mesurant environ 15 m de long.

Les petites éoliennes sont dirigées vers le vent par un aileron arrière, à la manière d'une girouette. Les grandes éoliennes possèdent des capteurs qui détectent la direction du vent et actionnent un moteur qui fait pivoter le rotor.

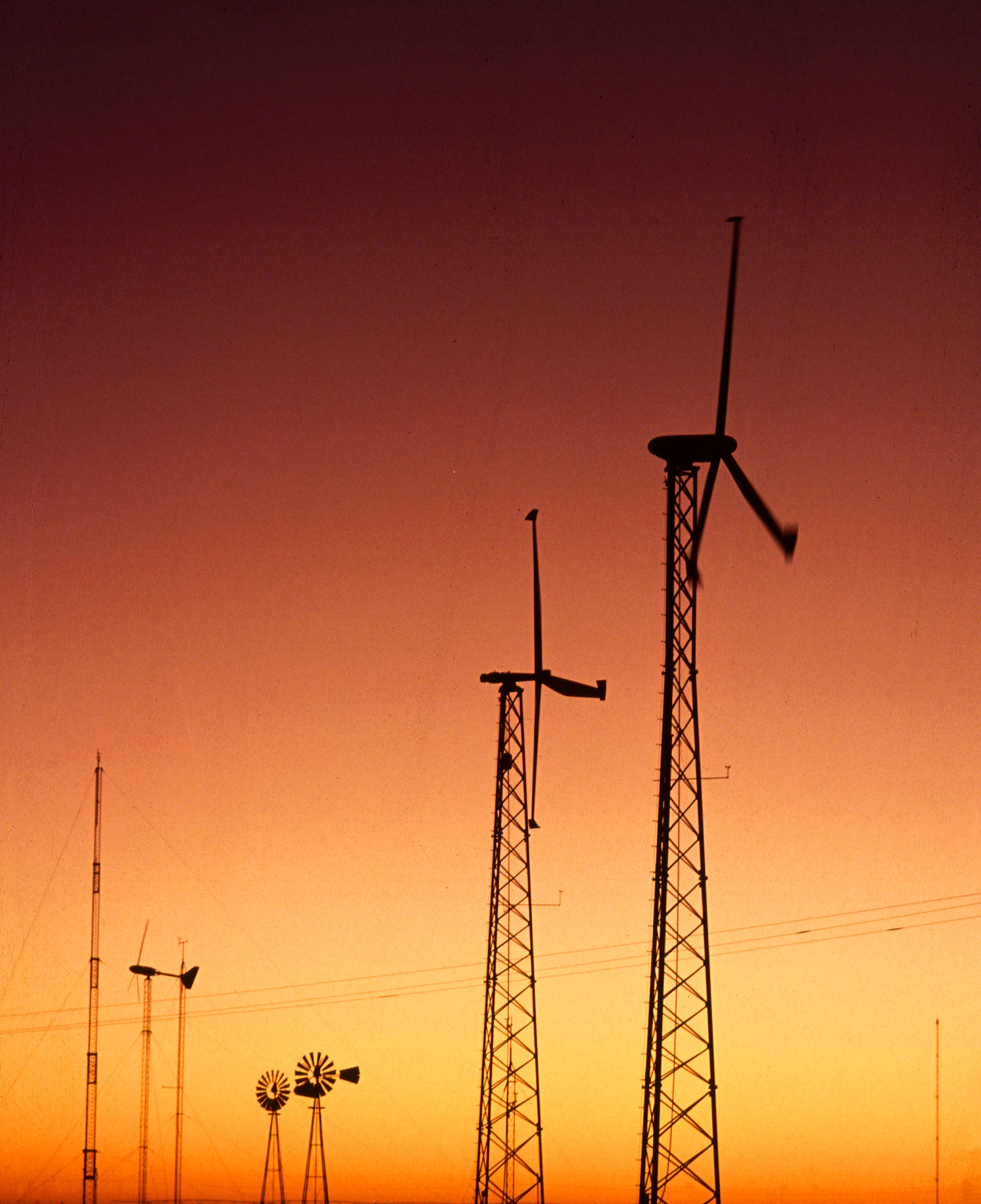
Éoliennes au Texas (États-Unis).

Chaque pale en rotation se comporte comme un gyroscope, et du fait de la force de gravité qui s'exerce sur elle, elle est soumise à une force de précession qui, étant perpendiculaire à la fois à l'axe de rotation et à la force de gravité, est horizontale. Cette force de précession est donc parallèle à la pale lorsque celle-ci est horizontale, et lui est perpendiculaire lorsque la pale est verticale. À terme, ces changements cycliques de force sur les pales peuvent fatiguer et faire casser la base des pales, ainsi que l'axe de la turbine.

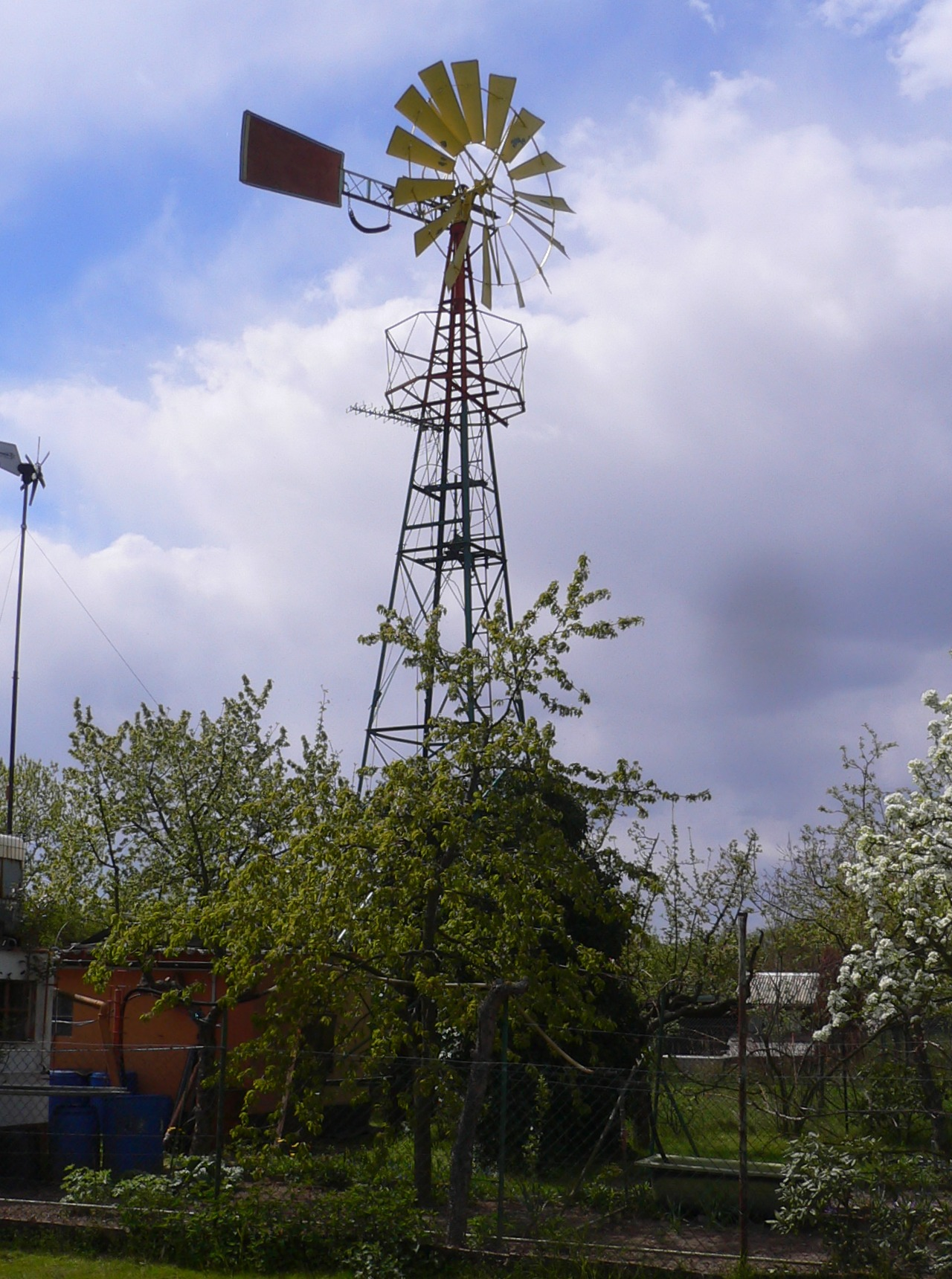
Éolienne de pompage, pour puiser de l'eau.

Quand une éolienne puissante possède plus d'une pale, celles-ci sont perturbées par l'air déplacé par la pale précédente. Le rendement s'en trouve réduit.
Les vibrations diminuent quand le nombre de pales augmente. En plus de fatiguer les mécanismes, certaines vibrations sont audibles et provoquent des nuisances sonores. Cependant, les éoliennes possédant moins de pales, plus grandes, fonctionnent à un nombre de Reynolds plus élevé, et sont par conséquent[réf. nécessaire] plus efficaces. Le prix d'une éolienne augmentant avec le nombre de pales, le nombre optimal pour un système à axe horizontal est donc de trois, car avec deux pales les problèmes de balourd seraient plus importants. En effet, le nombre de pales doit être impair pour que l'équilibrage soit optimal.
Les rotors à nombre pair de pales ne nécessitent pas obligatoirement de fixer individuellement chaque pale sur un moyeu. Aussi, beaucoup d'éoliennes commercialisées ont deux pales, car il est plus facile et plus économique de fabriquer celles-ci d'un seul tenant. Les éoliennes à trois pales, plus silencieuses, doivent généralement être montées sur place.
La plupart des éoliennes artisanales possèdent deux pales, car elles sont fabriquées à partir d'une seule longue pièce de bois ou de métal, montée sur un générateur de récupération, tel qu'un alternateur de voiture ou un moteur de machine à laver.
Comme le mât produit des turbulences derrière lui, le rotor est généralement placé devant le mat. Dans ce cas, le rotor est placé assez loin en avant, et son axe est parfois incliné par rapport à l'horizontale, afin d'éviter que les pales ne viennent heurter le mât. On construit parfois des éoliennes dont le rotor est placé en aval du mât, malgré les problèmes de turbulences, car les pales peuvent ainsi être plus souples et se courber sans risquer de heurter le mât en cas de grand vent, réduisant ainsi leur résistance à l'air.
Les anciens moulins à vent sont équipés de voilures en guise de pales, mais celles-ci ont une espérance de vie très limitée. De plus, leur résistance à l'air est relativement élevée par rapport à la puissance qu'elles reçoivent. Elles font tourner le générateur trop lentement et gaspillent l'énergie potentielle du vent dont la poussée implique qu'elles soient montées sur un mât particulièrement solide. C'est pourquoi on leur préfère aujourd'hui des pales profilées rigides.
Quand une pale est en rotation, la vitesse relative du vent par rapport à la pale est supérieure à sa vitesse propre, et dépend de l'éloignement du point considéré de la pale avec son axe de rotation. Cela explique que le profil et l'orientation de la pale varient dans sa longueur. La composition des forces s'exerçant sur les pales se résume en un couple utile permettant la production d'électricité par l'alternateur, et une force de poussée axiale, répercutée sur le mât par l'intermédiaire d'une butée. Cette poussée peut devenir excessive par vent trop fort ; c'est pourquoi les éoliennes sont alors arrêtées et orientées pour offrir la moindre prise au vent.
Des essais ont été effectués (2004) pour utiliser des pales cylindriques et bénéficier de l'effet Magnus.

### Éolienne à axe vertical
Outre les éoliennes classiques à axe horizontal parallèle à la direction du vent, les éoliennes dites « à axe vertical » présentent un axe perpendiculaire à la direction du vent. L'axe est souvent positionné à la verticale, mais des éoliennes de ce type peuvent aussi être positionnées à l'horizontale,. Ce type d'éoliennes se décline suivant plusieurs principes.

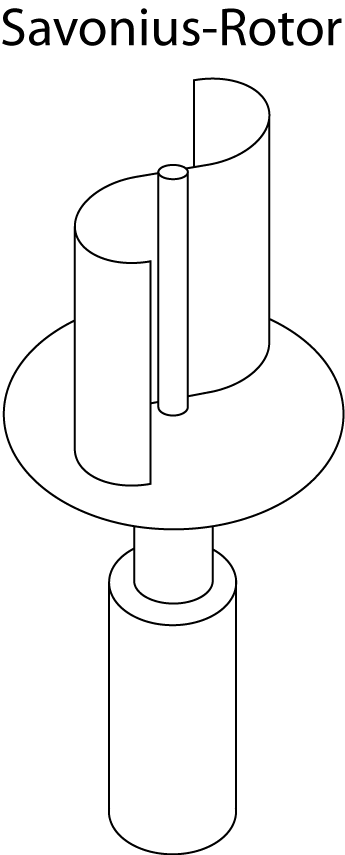
Rotor de Savonius.

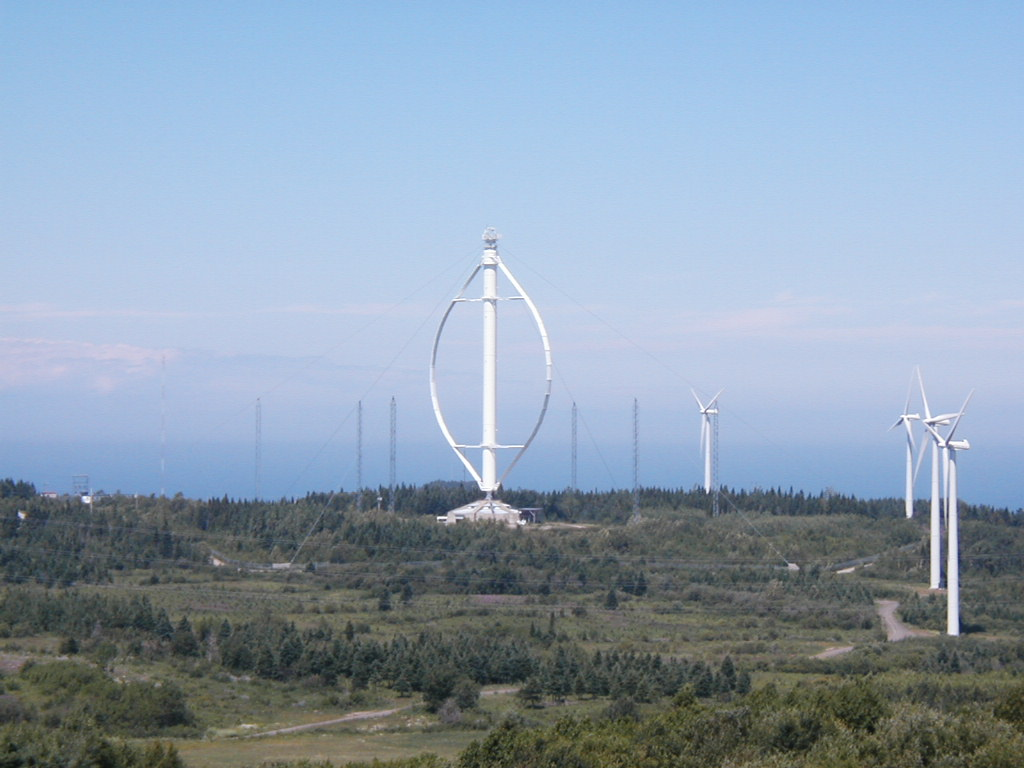
Éolienne de type Darrieus à rotor parabolique, Parc Éole, Québec.

#### Type Darrieus
L'éolienne de type Darrieus repose sur l'effet de portance subi par un profil soumis à l'action d'un vent relatif, tel l'effet qui s'exerce sur l'aile d'un avion. On distingue plusieurs déclinaisons autour de ce principe, depuis le simple rotor cylindrique – deux profils disposés de part et d'autre de l'axe – jusqu'au rotor parabolique où les profils sont recourbés en troposkine et fixés au sommet et à la base de l'axe vertical. Une éolienne de ce type a fonctionné au Québec (au Parc Éole) de 1983 à 1992. De grandes dimensions (110 m de haut), le prototype s'est détérioré lors d'une rafale. Il était conçu pour fournir 4 MW avec un générateur au sol.

#### Type Savonius

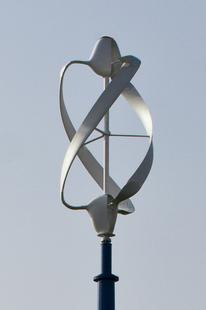
Éolienne combinant les technologies Darrieus et Savonius, Noveol.

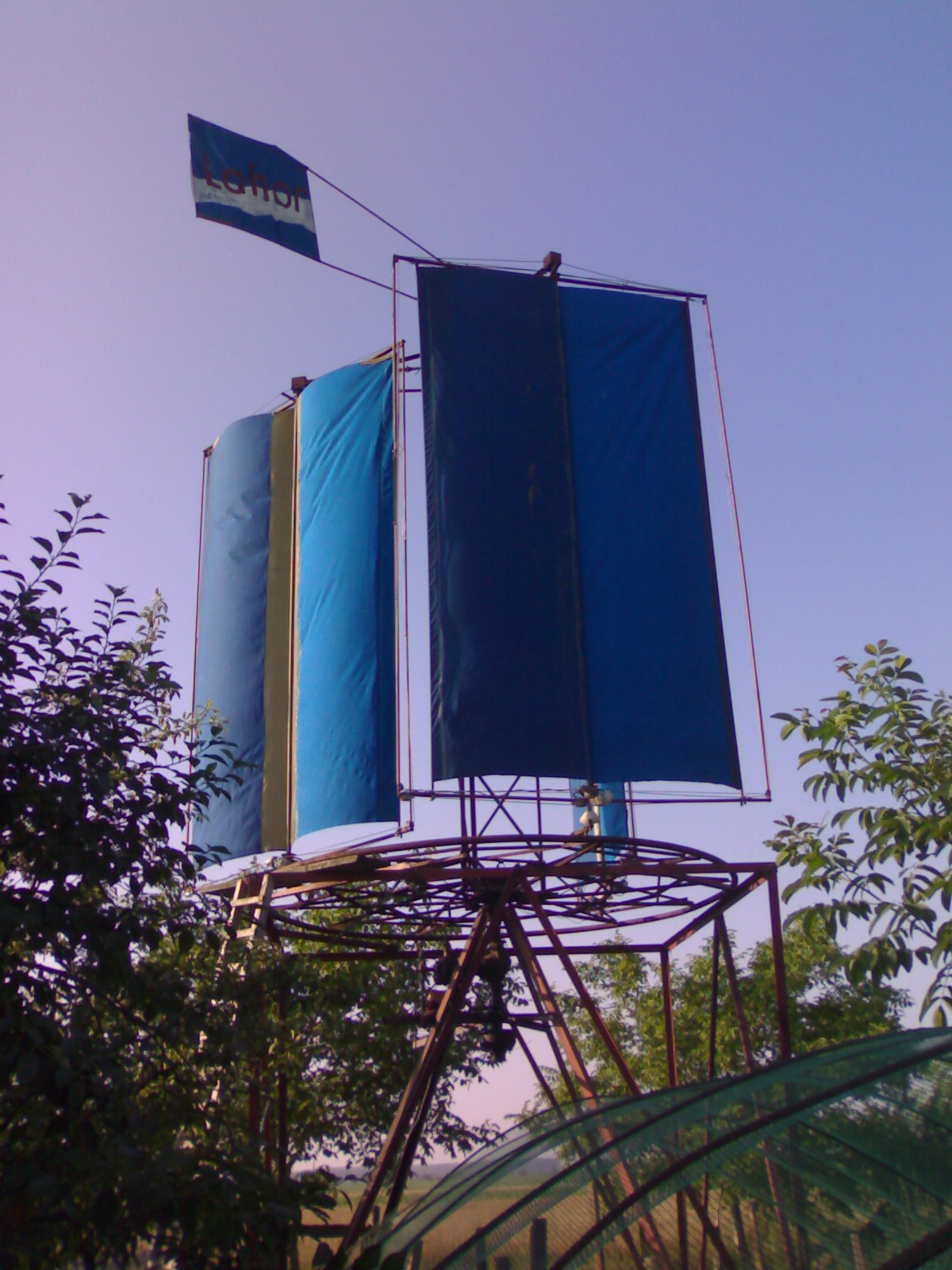
Éolienne à ailes rotatives Čuljak de 12 m, à Osijek, Croatie.

Le type Savonius, constitué schématiquement de deux ou plusieurs godets demi-cylindriques légèrement désaxés, présente un grand nombre d'avantages. Outre son faible encombrement, qui permet d'intégrer l'éolienne aux bâtiments sans en dénaturer l'esthétique, il est peu bruyant. Il démarre à de faibles vitesses de vent et présente un couple élevé quoique variant de façon sinusoïdale au cours de la rotation. Il existe une variante, appelée « Savonius hélicoïdal » (ou twisted Savonius en anglais), qui permet d'augmenter le rendement en proposant de façon continue une surface d'accroche au vent. Au lieu d'avoir des demi-cylindres verticaux, ceux-ci sont tordus de façon hélicoïdale autour de l'axe de rotation. Du fait de leur faible encombrement au sol, de leur bon rendement et du besoin d'un très faible vent, ils sont utilisés en ville sur les toits des maisons, sur des bateaux, comme le Hornblower Hybrid, ou encore dans la Tour de la Rivière des Perles, une tour à énergie positive. Ils sont également adaptés à une position horizontale, l'axe de rotation restant perpendiculaire au vent et non dans le profil du vent, comme les éoliennes classiques à axe horizontal.
Certain constructeurs ont également conçu des éoliennes intégrant à la fois la technologie Darrieus et la technologie Savonius en cherchant à combiner les avantages de ces deux technologies.
Une déclinaison de ce type d'éolienne est le Moulinet, dont l'anémomètre constitue une bonne illustration. Autrement, les modèles à écran masquent l'aspect « contre-productif » de l'engin. Ces modèles utilisent un système d'orientation de l'écran par rapport au vent, supprimant de fait un avantage essentiel des éoliennes à axe vertical. Finalement, l'accroissement important de la masse en fonction de la dimension rend l'éolienne de type Savonius peu adaptée à la production de grande taille dans un parc à éoliennes.

#### Type à voilure tournante
Le type à voilure tournante (ou panémone) est caractérisé par l'optimisation dynamique du calage des pales en temps réel. Celles-ci se comportent de la même manière que la voile d'un voilier qui ferait un cercle dans l'eau avec un vent déterminé. Les pales reproduisent ainsi fidèlement toutes les allures d'un voilier suivant leur cap tangentiel (angle) par rapport à la direction du vent. Il en résulte que la poussée tangentielle sur les bras du rotor supportant les pales est toujours optimisée. Cette forme de captation de l'énergie éolienne est très ancienne (Iran, Crète…). Ce procédé, qui a reçu la médaille d'argent au Salon international des inventions de Genève en 2006, donne lieu à plusieurs expérimentations,.
D'autres modèles sont construits par diverses entreprises pour s'affranchir des limites dues à la taille des pales, à leur vitesse de rotation et au bruit. Le principe est celui d'un rotor d'axe vertical qui tourne au centre d'un stator à ailettes. Ce type de solution réduit considérablement le bruit tout en permettant le fonctionnement avec des vents supérieurs à 220 km/h et quelle que soit leur direction. L'encombrement total est plus faible aussi bien pour l'espace au sol que pour la hauteur. Pour une éolienne de 3 m de diamètre et 2 m de haut, une production de 8 000 kWh/an est annoncée (2007)[réf. nécessaire]. Ce dispositif est installé seulement sur de petites éoliennes ; il modifie les efforts de l'air sur les pales. Il agit de façon à sortir le rotor du lit du vent de façon à diminuer ses effets sur les pales.[pas clair]
Le type à voilure tournante épicycloïde est caractérisé par des performances identiques au type Darrieus, mais avec des vitesses de rotation plus lentes et un démarrage dès 1 m/s de vent (3,6 km/h). Cette technologie est peu bruyante et peut s'intégrer en milieu urbain[source insuffisante].

### Régulation aérodynamique sur les pales
Le pas variable permet de modifier l'orientation des pales sur le moyeu et permet ainsi de modifier l'énergie récupérée par l'éolienne. Entre autres, il permet d'arrêter l'éolienne afin de la protéger des vents violents (en plaçant les pales en drapeau et en réduisant donc la prise au vent) ou à maximiser le couple transmis au rotor pour la faire démarrer.
Le pas fixe empêche les pales d'accélérer en utilisant l'effet Stall qui agit comme un frein par le décrochage aérodynamique au niveau de la pale du rotor.
Les volets (aérofrein ou flaps) s'ouvrent automatiquement, si la vitesse du vent devient excessive ou si un problème est décelé, et ralentissent les pales ou diminuent leur portance en provoquant un décrochage aérodynamique.
Les spoilers sont encastrés dans le bord d'attaque des pales (freinage aérodynamique). Chaque spoiler est maintenu dans son logement par un ressort de rappel et une masse tarés individuellement en fonction de la position du spoiler sur le bord d'attaque de la pale. À partir d'une certaine vitesse linéaire, la force centrifuge provoque l'éjection de tous les spoilers au même moment, modifiant ainsi le profil aérodynamique de la pale.

### Arrêt par frein à disque automatique
L'arrêt par frein à disque automatique n'est pas un système de ralentissement mais d'arrêt complet de l'éolienne.
Ce mécanisme se déclenche automatiquement lorsque la vitesse atteint un certain seuil par l'intermédiaire d'un détecteur de vitesse. En cas de ralentissement du vent, le frein est relâché et l'éolienne fonctionne de nouveau librement. Ce dispositif peut aussi se déclencher lorsqu'un problème de réseau électrique est détecté.
Les éoliennes à pas fixe et régulation Stall comportent souvent, par sécurité, deux freins à disques.

### Éoliennes pour sites peu ventés
Les modèles d'éoliennes de classe III, spécialement adaptés aux sites bénéficiant de vitesses de vents moyennes sur un an, allant jusqu'à 7,5 mètres par seconde, ont connu des progrès technologiques importants et présentent des rendements supérieurs de l'ordre de 10 à 25 % par rapport à la précédente génération. Ils sont généralement de plus grande hauteur et possèdent des pales beaucoup plus longues, ce qui leur permet de diminuer le rapport entre la puissance électrique et la surface balayée par les pales, donc d'augmenter significativement la durée d'utilisation des machines (facteur de charge). Leur production est également plus régulière, ce qui limite les difficultés de gestion des pics de puissance par les réseaux d'électricité. Enfin, elles peuvent être installées au plus près des zones de consommation, ce qui permet de limiter les investissements du réseau de distribution. Les sites peu ventés sont également beaucoup plus répandus et souvent beaucoup plus facilement accessibles que les sites de classe I (fortement ventés) ou II (moyennement ventés), ce qui ouvre de nouvelles perspectives sur les marchés internationaux. Le lancement de nombreux modèles est annoncé pour 2017 par Nordex, Gamesa, Enercon, Vestas et GE Wind.

## Caractéristiques techniques

### Plage de fonctionnement
Le rendement énergétique et la puissance développée des éoliennes sont fonction de la vitesse du vent. Pour les éoliennes tri-pales, en début de plage de fonctionnement (de 3 à 10 m/s de vent), la puissance est approximativement proportionnelle au cube de cette vitesse, jusqu'à un plafond de vitesse de 10 à 25 m/s déterminé par la capacité du générateur. Les éoliennes tri-pales actuellement commercialisées sont conçues pour fonctionner dans la plage de 11 à 90 km/h (3 à 25 m/s), que ce soit celles d'Enercon, celles d'Areva pour l'éolien en mer, ou celles d'Alstom pour les éoliennes terrestres comme en mer. Au-delà de ces vitesses, elles sont progressivement arrêtées pour sécuriser les équipements et minimiser leur usure.
La Chine a émis une référence technique pour les turbines terrestres dans les zones cycloniques, standard applicable à partir de février 2016, mais non obligatoire. Il a été mis au point par le fabricant chinois Windey, qui a développé des turbines pouvant faire face à des vents extrêmement puissants grâce à leur structure mécanique renforcée et à un algorithme de contrôle qui stoppe les éoliennes au-delà d'une vitesse de 70 m/s. Ces turbines ont ainsi résisté au cyclone Haiku le 8 août 2012 et à ses vents de plus de 60 m/s.

### Facteur de charge
La puissance est représentative du maximum de production possible, mais l'énergie produite dépend de nombreux autres paramètres comme la force du vent ou les opérations de maintenance nécessaires. Le facteur de charge, rapport entre la production effective et la production maximale théorique, est couramment utilisé comme indicateur de l'énergie produite par une installation électrique. Alors qu'une éolienne a, en moyenne, un facteur de charge de 20 %, celui du solaire photovoltaïque est situé autour de 10 %, à comparer avec celui du nucléaire : 80 % en moyenne, 73 % en France en 2012 et 76 % en 2011.
Les pays dotés de parcs éoliens en mer ont un facteur de charge plus élevé. Au Danemark en 2012, le facteur de charge de l'éolien en mer atteignait 45 % contre 25 % pour le parc éolien terrestre.

## Critères de choix de sites éoliens

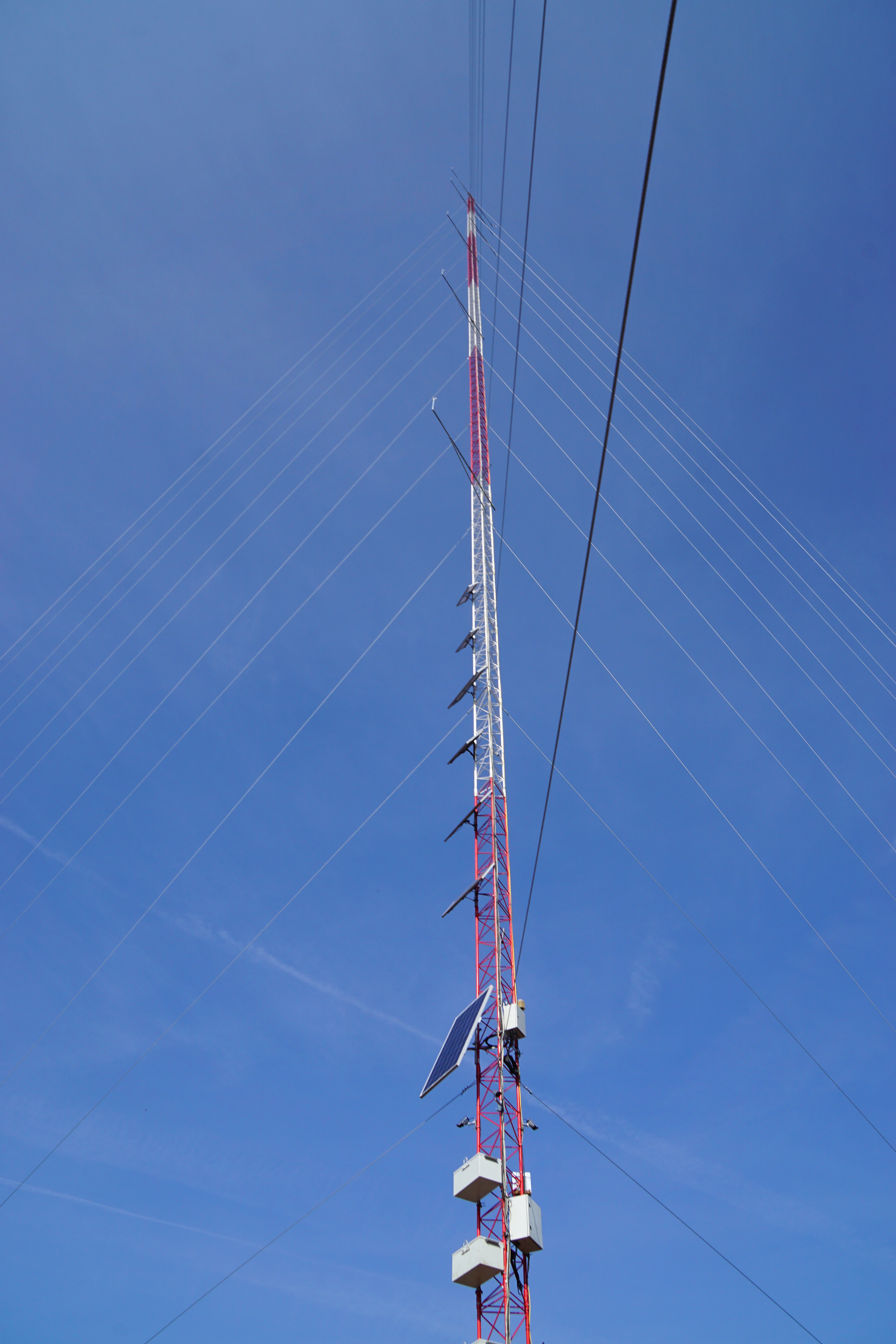
Un mât de mesure permet de connaître le potentiel éolien.

Les critères de choix d'une implantation éolienne dépendent de la taille, de la puissance et du nombre d'unités. Ils comprennent la présence d'un vent régulier (un atlas éolien indique les zones concernées) et diverses conditions telles que : la proximité d'un réseau électrique auquel raccorder les aérogénérateurs, l'absence de zones d'exclusion (dont un périmètre autour des monuments historiques, des sites classés, des zones à phénomènes d'écho en montagnes, des paysages, etc.) et de préférence une zone dite « non-conflit » par les promoteurs de l'éolien (population peu dense et offrant peu de résistance).

### Vent
L'efficacité d'une éolienne dépend notamment de son emplacement. En effet, la puissance fournie augmente avec le cube de la vitesse du vent, raison pour laquelle les sites sont d'abord choisis en fonction de la vitesse et de la fréquence des vents présents. Un site avec des vents de 30 km/h de moyenne sera huit fois plus productif qu'un autre site avec des vents de 15 km/h de moyenne. Une éolienne fonctionne d'autant mieux que les vents sont réguliers et fréquents.

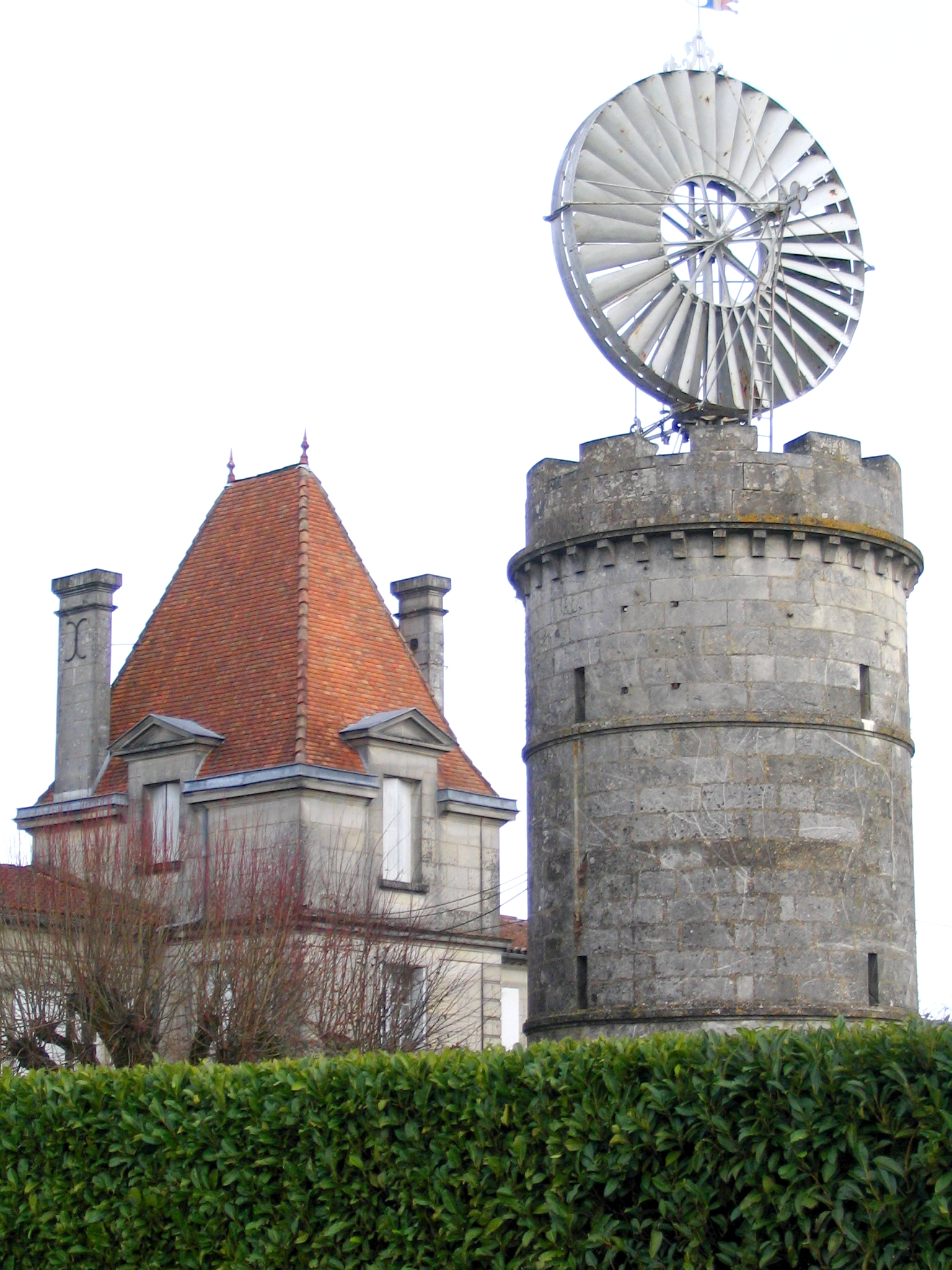
Éolienne Bollée de relevage d'eau sur son château d'eau, lieu-dit « Le Clône », Région de Pons. Ingénieur : E. Lebert, 1902. Charente-Maritime, France.

Un autre critère important pour le choix du site est la constance de la vitesse et de la direction du vent. En effet, en règle générale, les éoliennes sont utilisables quand la vitesse du vent est supérieure à une valeur comprise entre 10 et 20 km/h, sans toutefois atteindre des valeurs excessives (supérieures à 90 km/h) qui conduiraient à la destruction de l'éolienne ou à la nécessité de la « débrayer » (pales en drapeau) pour en limiter l'usure. La vitesse du vent doit donc être comprise le plus souvent possible entre ces deux valeurs pour un fonctionnement optimal de l'éolienne. De même, l'axe de rotation de l'éolienne doit rester la majeure partie du temps parallèle à la direction du vent. Même avec un système d'orientation de la nacelle performant, il est donc préférable d'avoir une direction de vent la plus stable possible pour obtenir un rendement optimal (alizés par exemple).
Certains sites proches de grands obstacles sont ainsi à proscrire, car le vent y est trop turbulent (arbres, bâtiments, escarpements complexes en montagne, régions à phénomènes d'écho…).
De manière empirique, on trouve les sites propices à l'installation d'éoliennes en observant les arbres et la végétation. Les sites sont intéressants s'ils sont constamment courbés par les vents, la courbure des arbres, dans le même sens, indiquant la régularité des vents. Les implantations industrielles utilisent des cartes de la vitesse des vents des atlas éoliens (là où ils existent) ou des données accumulées par une station météorologique proche, le mieux étant d'effectuer la mesure sur le lieu même d'implantation.
En France, un projet est considéré comme économiquement rentable si la vitesse moyenne annuelle du site est supérieure à 6 ou 7 m/s, soit 21 à 25 km/h. Cette rentabilité dépend de nombreux autres facteurs, dont les plus importants sont le coût de connexion au réseau et le coût des fondations (déterminant dans le cas d'un projet en mer) ainsi que les coûts de rachat de l'électricité et de prise en charge des impacts environnementaux (sur la faune, les paysages, par nuisances acoustiques et stroboscopiques).
Certains sites sont particuliers en ce qu'ils augmentent la vitesse du vent et sont donc plus propices à une installation éolienne :
- l'accélération par effet géométrique : lorsque l'air s'engouffre entre deux obstacles comme deux montagnes ou deux grands bâtiments, il est accéléré par effet Bernoulli. De même, lorsqu'il rencontre une colline, l'air est accéléré à son sommet. Ces lieux sont cependant souvent de surface restreinte et peuvent être soumis à des turbulences si la forme des obstacles est irrégulière ;
- la mer et les lacs ne présentent aucun obstacle au vent, aussi, même à basse altitude, les vents ont une vitesse plus importante et sont moins turbulents. La proximité d'une côte escarpée, en revanche, crée des turbulences, usant prématurément certains composants mécaniques de l'éolienne.

De manière générale, il est toujours nécessaire d'effectuer une mesure de vent précise durant plusieurs mois, afin de s'assurer du potentiel éolien du site. Une étude précise permet ensuite d'extrapoler les données et de déterminer plus ou moins précisément les caractéristiques annuelles du vent (fréquence, vitesse…) et son évolution au cours des années.

### Autres critères

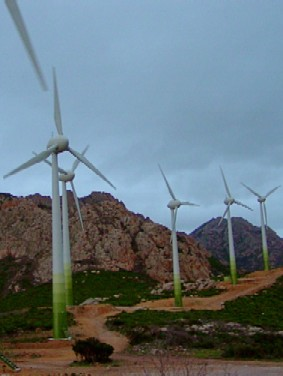
Parc éolien à Calenzana, Haute-Corse, France.

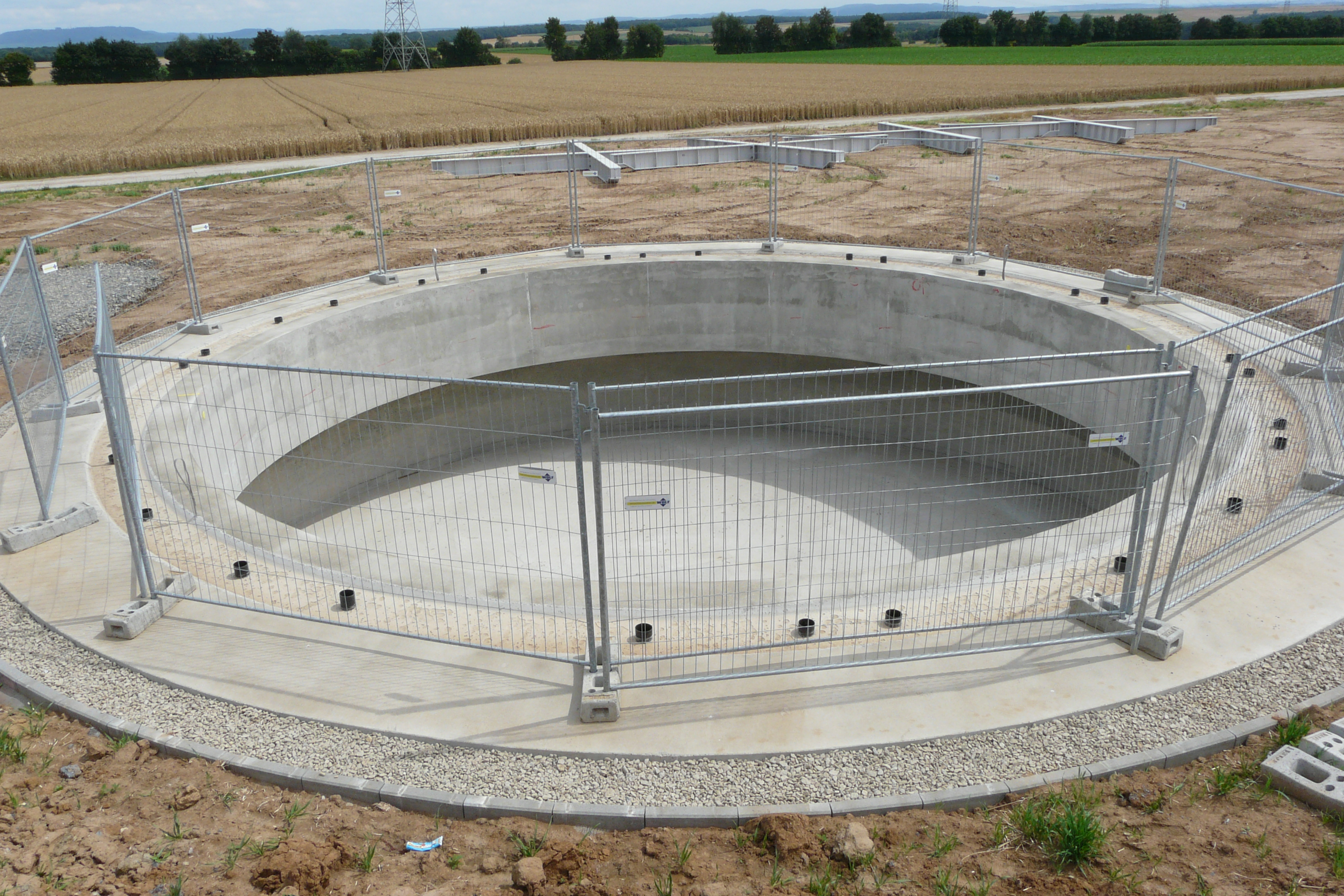
Fondation en béton d'une éolienne.

D'autres critères sont pris en compte pour le choix du site.
Le sol doit être suffisamment résistant pour supporter les fondations de l'éolienne. Ce critère n'est pas déterminant car dans le cas d'un sol meuble, des pieux seront alors enfoncés sous les fondations de l'éolienne. Il existe aussi des éoliennes haubanées.
L'accessibilité du site (virages, pente, passage de ponts) doit permettre le transport des gros éléments de l'éolienne (pales, tour, nacelle) et des grues nécessaires au montage. Cette contrainte peut limiter la puissance maximale installable par machine.
Pour assurer la connexion au réseau électrique, les petites fermes d'éoliennes sont le plus souvent situées à proximité d'un poste de transformation haute tension afin de diminuer le coût de raccordement qui est directement fonction de la distance à ce poste. Pour les grosses fermes éoliennes, le réseau doit être en mesure de supporter l'énergie produite, et son renforcement est parfois nécessaire (renforcement ou création de poste de transformation). Le raccordement est plus coûteux dans le cas des projets en mer, mais les sites sont beaucoup plus ventés et les contraintes beaucoup plus faibles.
Les éoliennes, selon leur taille, vitesse de rotation et emplacement, peuvent avoir un effet négatif sur les oiseaux ou chauves-souris de haut vol comme la noctule commune ou la noctule de Leisler (collision, barotraumatisme, dégradation de l'habitat, etc.), notamment si elles sont éclairées de nuit ou disposées sur un corridor de migration aviaire. Birdlife International a communiqué des recommandations au Conseil de l'Europe à ce sujet : les réserves naturelles, les routes migratoires importantes (cols montagneux), etc. sont des lieux à éviter pour la sauvegarde des oiseaux. La Ligue pour la protection des oiseaux (LPO) a publié en 2017 une étude complète s'intéressant « spécifiquement à la mortalité directe par collision des oiseaux avec les éoliennes », compilant « l’ensemble des suivis environnementaux réalisés sur les parcs éoliens français » et croisant ces données avec la localisation des zones spéciales de conservation et des zones de protection spéciale. Des études sont également en cours pour mieux apprécier et réduire l'effet des éoliennes sur les chauves-souris (mise en drapeau ou blocage du rotor des éoliennes pour les très faibles vitesses de vent, augmentation du seuil minimal de vitesse de vent pour le démarrage des éoliennes après une période d'arrêt).
La distance minimale entre les éoliennes et les habitations varie selon les pays. Le bruit mesuré (exprimé en dBA) diminue avec la distance et est parfois couvert par le bruit du vent, alors que les infrasons et les basses fréquences se propagent sur de longues distances. En 2006, l'Académie de médecine française proposait à titre conservatoire une distance minimale de 1 500 m pour les éoliennes de plus de 2,5 MW, dans l'attente d'études sur le volume sonore des éoliennes sur une période de plusieurs semaines et sur les effets de ce bruit sur la santé.
Si les éoliennes de dernière génération sont relativement silencieuses, une étude des effets sonores sur les habitations est recommandée avant l'implantation des parcs éoliens. En fonction des résultats de l'étude, cette implantation peut être modifiée afin notamment de respecter la réglementation (émergence maximale de 5 dBA le jour et 3 dBA la nuit en France). La distance entre les éoliennes et les habitations est en France au minimum de 500 mètres. Une étude financée par l'Agence allemande de l'éolien terrestre publiée en 2015 a conclu que le niveau de gêne déclaré par les riverains n'était pas corrélé à la distance entre leur habitation et l'éolienne.

#### Sur la terre ferme

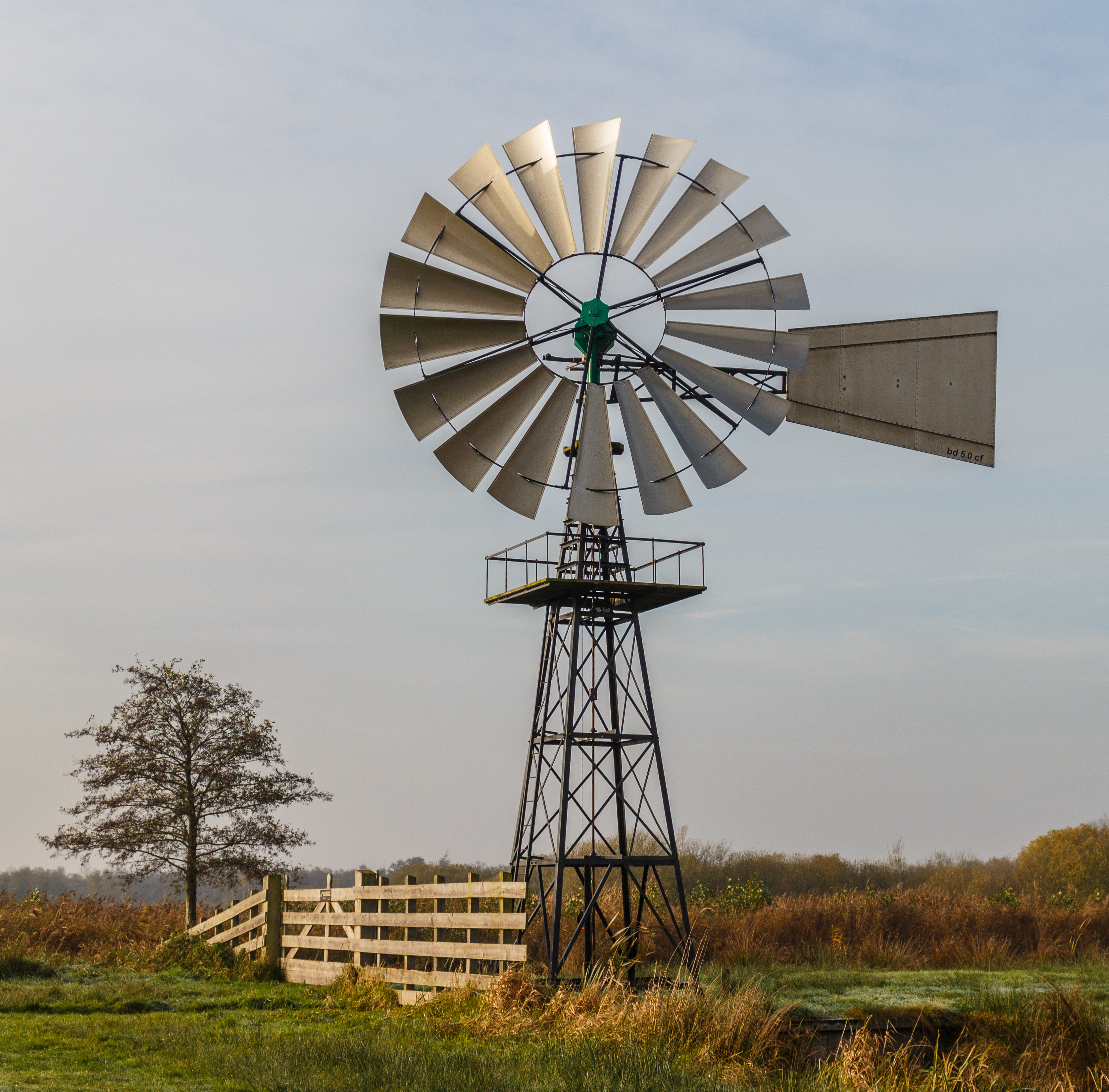
Une éolienne de pompage dans le parc national De Alde Feanen (Pays-Bas).

Dans une installation éolienne sur la terre ferme, il est préférable de placer la génératrice sur un mât à une hauteur de plus de 10 mètres jusqu'à environ 100 m, de façon à capter des vents plus forts et moins perturbés par la « rugosité » du sol. Dans les zones où le relief est très complexe, il est possible de doubler la quantité d'énergie produite en déplaçant l'installation de seulement quelques dizaines de mètres. Des mesures in situ et des modèles mathématiques permettent d'optimiser le positionnement d'éoliennes.

#### Zones isolées et exposées aux cyclones
Pour les zones isolées et exposées aux cyclones, des éoliennes spéciales ont été conçues : elles sont haubanées pour pouvoir être couchées au sol en 45 min et sont de plus allégées. Elles peuvent aussi résister aux tremblements de terre les plus courants. Elles ne nécessitent pas de fondations aussi profondes que les autres et se transportent en pièces détachées. Par exemple, sept éoliennes de 275 kW unitaires rendent Terre-de-Bas excédentaire en électricité, lui permettant d'en fournir à la Guadeloupe. De 1990 à 2007, 20 MW de puissance éolienne ont ainsi pu être installés en Guadeloupe. Toutes peuvent être couchées au sol et arrimées, comme ce fut le cas lors des passages des ouragans Ivan et José.
Mi-2007, il y avait environ 500 de ces éoliennes installées dans le monde, pour une puissance totale de 80 MW. La puissance des aérogénérateurs qui les équipent est passée de 30 à 275 kW en dix ans.

#### Pleine mer

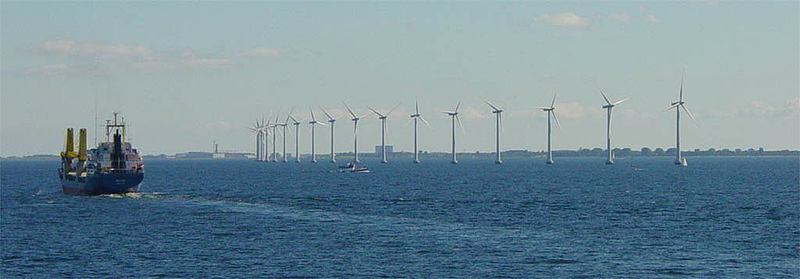
Éoliennes en mer près de Copenhague.

À la condition qu'elles soient implantées assez loin de la côte, les éoliennes en pleine mer (offshore) entraînent moins de conséquences sur le paysage terrestre. En revanche, l'installation d'éoliennes en mer est beaucoup plus coûteuse qu'à terre : les mâts doivent être étudiés pour résister à la force des vagues et du courant, la protection contre la corrosion (particulièrement importante du fait des embruns et du sel) doit être renforcée, l'implantation en mer nécessite des engins spécialisés, le raccordement électrique implique des câbles sous-marins coûteux et fragiles, et les opérations de maintenance peuvent nécessiter de gros moyens. En contrepartie, une éolienne en mer peut fournir jusqu'à 6 MW de puissance (à comparer aux éoliennes terrestres limitées à 3 MW), qui peuvent produire une énergie utile d'environ 15 GWh/an dans des sites bien ventés et avec un facteur de charge de 30 %, soit 2 500 h/an environ.
Dans les zones où la mer est peu profonde (par exemple au Danemark), il est assez simple de les installer avec un bon rendement. L'ensemble des éoliennes (en pleine mer ou terrestres) du Danemark produit, début 2006, 23 % de l'électricité nécessaire au pays. Ce pays est précurseur et en tête dans la construction et l'utilisation de l'énergie éolienne, avec un projet lancé dans les années 1970. Aujourd'hui, de grands parcs sont en construction au large de l'Angleterre, dans l'estuaire de la Tamise, ainsi qu'en Écosse, pour une puissance totale d'environ 4 GW.
La France ne possède pas encore de parc en mer en 2018, mais des appels d'offres organisés en 2012 et 2014 ont sélectionné des projets de parcs à St-Nazaire-Guérande (420 à 750 MW), Courseulles-sur-Mer (420 à 500 MW) et Fécamp (480 à 500 MW) et dans la baie de Saint-Brieuc (480 à 500 MW) en 2012, puis en 2014 aux îles d'Yeu et de Noirmoutier (Vendée) et au Tréport (Seine-Maritime), pour 500 MW chacun. Le parc éolien au large de Dieppe et du Tréport (62 éoliennes, 496 MW) est prévu pour une mise en service en 2021, et celui de Fécamp (83 éoliennes, 498 MW) en 2022.
Les éoliennes flottantes peuvent être installées plus loin des côtes, où l'eau est beaucoup plus profonde et les vents plus forts et plus stables, permettant un facteur de charge plus important. Alors que les turbines terrestres peuvent tourner en moyenne 80 jours par an, les éoliennes flottantes peuvent produire de l'électricité 160 jours par an. Le premier parc éolien de ce type a vu le jour au large de l'Écosse. Le champ de cinq éoliennes flottantes, chacune d'une taille de 253 mètres et d'un poids de 12 000 tonnes, a une capacité totale de 30 MW, soit la consommation électrique d'environ 22 000 foyers.
Selon le rapport 2019 de l'Agence internationale de l'énergie, l'éolien en mer pourrait attirer 1 000 milliards de dollars d'investissements d'ici à 2040 ; le potentiel éolien en mer permettrait de répondre aux besoins en électricité du monde entier, mais il ne représente aujourd'hui que 0,3 % de la production mondiale. Cette énergie renouvelable pourrait devenir la première source de production d'ici 2040.

#### Altitude
De nouvelles éoliennes sont capables de s'élever dans le ciel pour atteindre les vents d'altitude, plus puissants et plus réguliers. Pour l'instant, au stade expérimental, elles sont de trois types :
- les ballons éoliens gonflés d'un mélange d'hélium et d'hydrogène emportent leur alternateur à une altitude de 300 m et l'actionnent en tournant sur eux-mêmes. D'après leur constructeur, la puissance de chaque unité pourra atteindre 1 MW ;
- les voiles souples actionnent un alternateur au sol en s'élevant à une altitude de 800 à 1 200 m. Une fois l'altitude atteinte, la voile redescend. Chaque unité pourrait fournir jusqu'à 3 MW ;
- des structures s'élèvent à une altitude entre 5 000 et 10 000 m où le vent fait tourner leurs hélices. La puissance de celles-ci pourrait atteindre 100 MW, mais leur implantation nécessite des accords avec l'aviation pour éviter tout risque de collision[55].

#### Villes

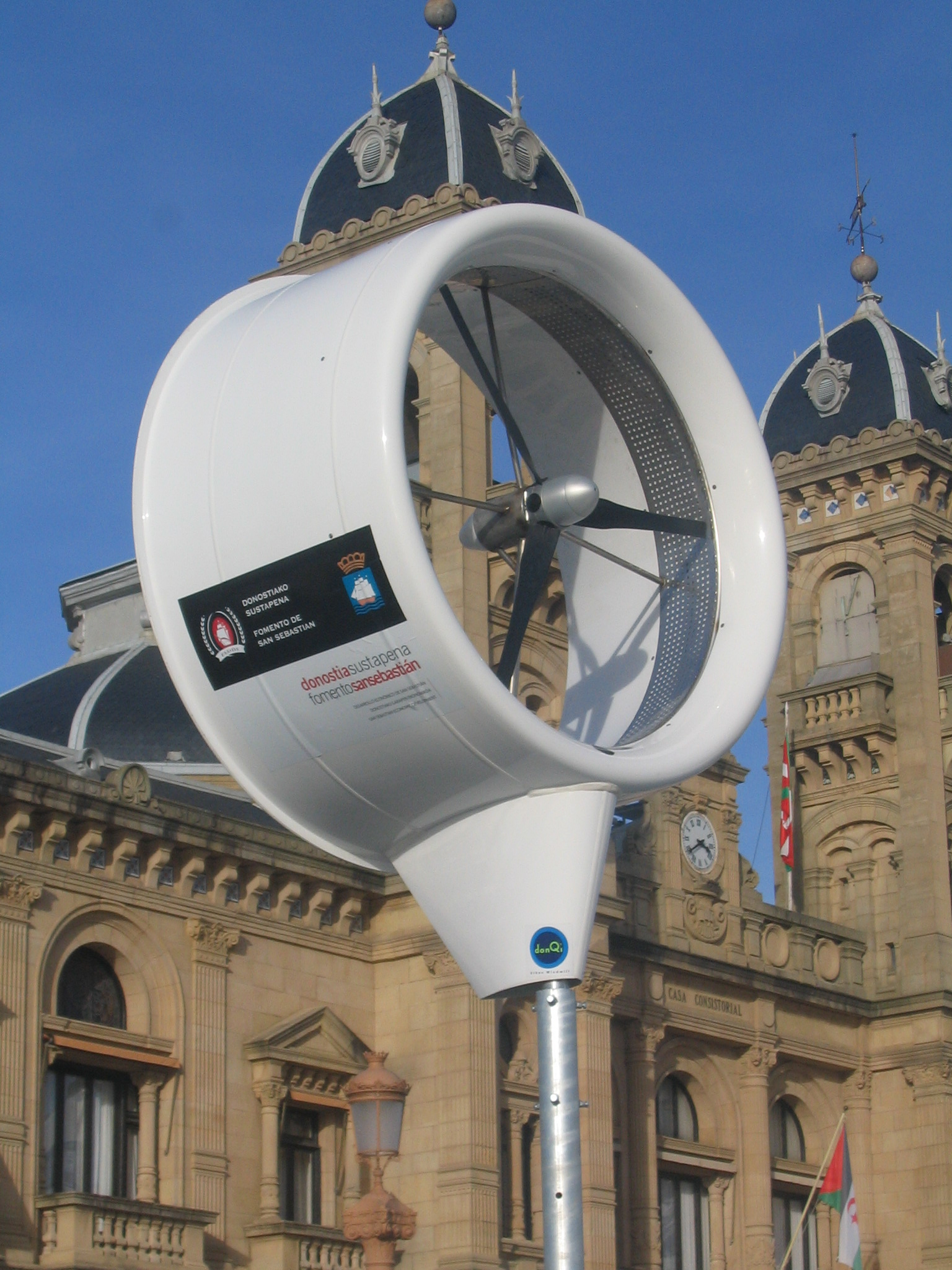
Éolienne urbaine de 2 m de diamètre, d'une puissance de 1,75 kW à 14 m/s, spécialement conçue pour obtenir un très faible niveau sonore (Saint-Sébastien, Espagne, 2010). Hauteur du mât : 5,5 m ; vitesse de démarrage : 2,5 m/s ; durée de vie : 20 ans ; conforme au code de l'urbanisme espagnol.

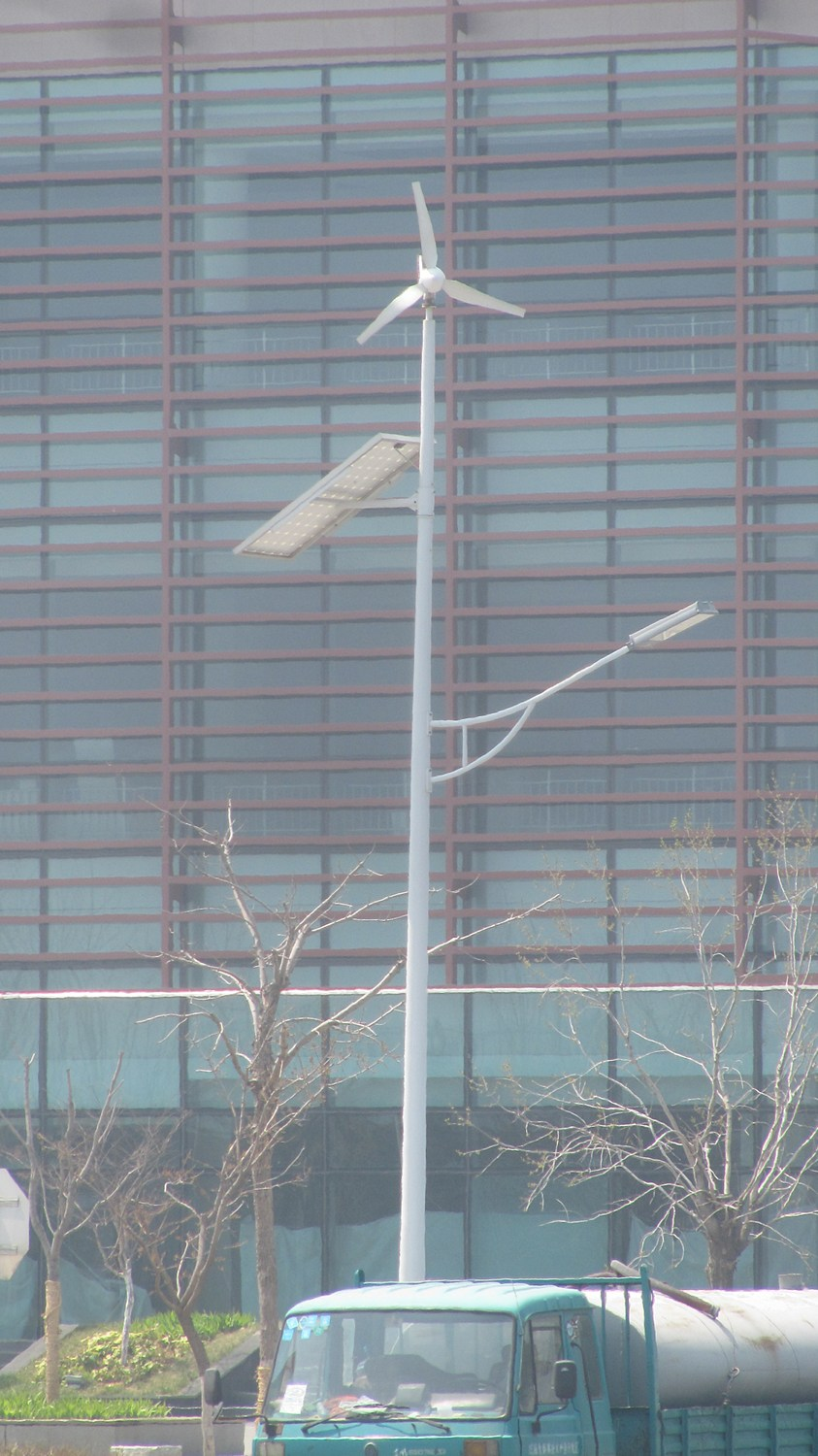
Poteau d'éclairage urbain intégrant éolienne et panneaux solaires à Weihai, en Chine.

En environnement urbain, où il est difficile d'obtenir de puissants flux d'air, de plus petits équipements peuvent être utilisés pour faire tourner des systèmes basse tension. Des éoliennes sur un toit, fonctionnant dans un système d'énergie distribuée, permettent d'alléger les problèmes d'acheminement de l'énergie et de pallier les pannes de courant. De petites installations telles que des routeurs Wi-Fi peuvent être alimentées par une éolienne portative qui recharge une petite batterie.
En Chine, plusieurs villes dont Weihai, dans la province du Shandong, ou encore l'autoroute de la province de Hubei reliant Jingzhou au barrage des Trois-Gorges, sont équipées de poteaux sur lesquels sont couplés de petits générateurs éoliens silencieux et des panneaux solaires, pour alimenter l'éclairage des lampadaires ; le surplus d'énergie peut être réinjecté dans le circuit électrique de la ville. L'emplacement du poteau d'éclairage est choisi à bon escient (voir photo). Ces installations utilisent généralement des éoliennes à axe horizontal. Il apparaît aujourd'hui des installations du même type, avec une éolienne à axe vertical de type Savonius hélicoïdal (Twisted Savonius) offrant 40 W d'éolien plus 80 W de solaire sur un seul poteau et une forme plus compacte. Certains hauts gratte-ciel, tels que la Tour de la Rivière des Perles, comprennent des éoliennes dans leur structure, profitant ainsi des vents forts provoqués par les différences de température des structures en verre de ces bâtiments, selon qu'ils sont du côté ombré ou ensoleillé. Du point de vue énergétique, ces éoliennes de type Savonius hélicoïdal bénéficient en outre de l'effet Venturi provoqué par la taille du canal qui les contient lorsque le vent s'y engouffre. L'énergie éolienne est couplée avec l'énergie électrique fournie par les vitres de cette tour qui sont faites de panneaux solaires transparents.
En ville, on pourra envisager l'implantation d'éoliennes à axe vertical, hélicoïdales, à effet Venturi ou un mélange de ces différentes techniques, qui ont un rendement inférieur mais qui produisent de l'électricité même par vent faible et ne font pas de bruit.
Des éoliennes peuvent également être placées sur le toit des tours[réf. souhaitée].

## Dans le monde
En 2012, l'énergie éolienne a confirmé son statut de deuxième source} d'électricité renouvelable après l'hydroélectricité : avec une production mondiale de 534,3 TWh, elle représente 11,4 % de la production d'électricité renouvelable et 2,4 % de la production totale d'électricité.

### Poids économique des acteurs de l'industrie éolienne

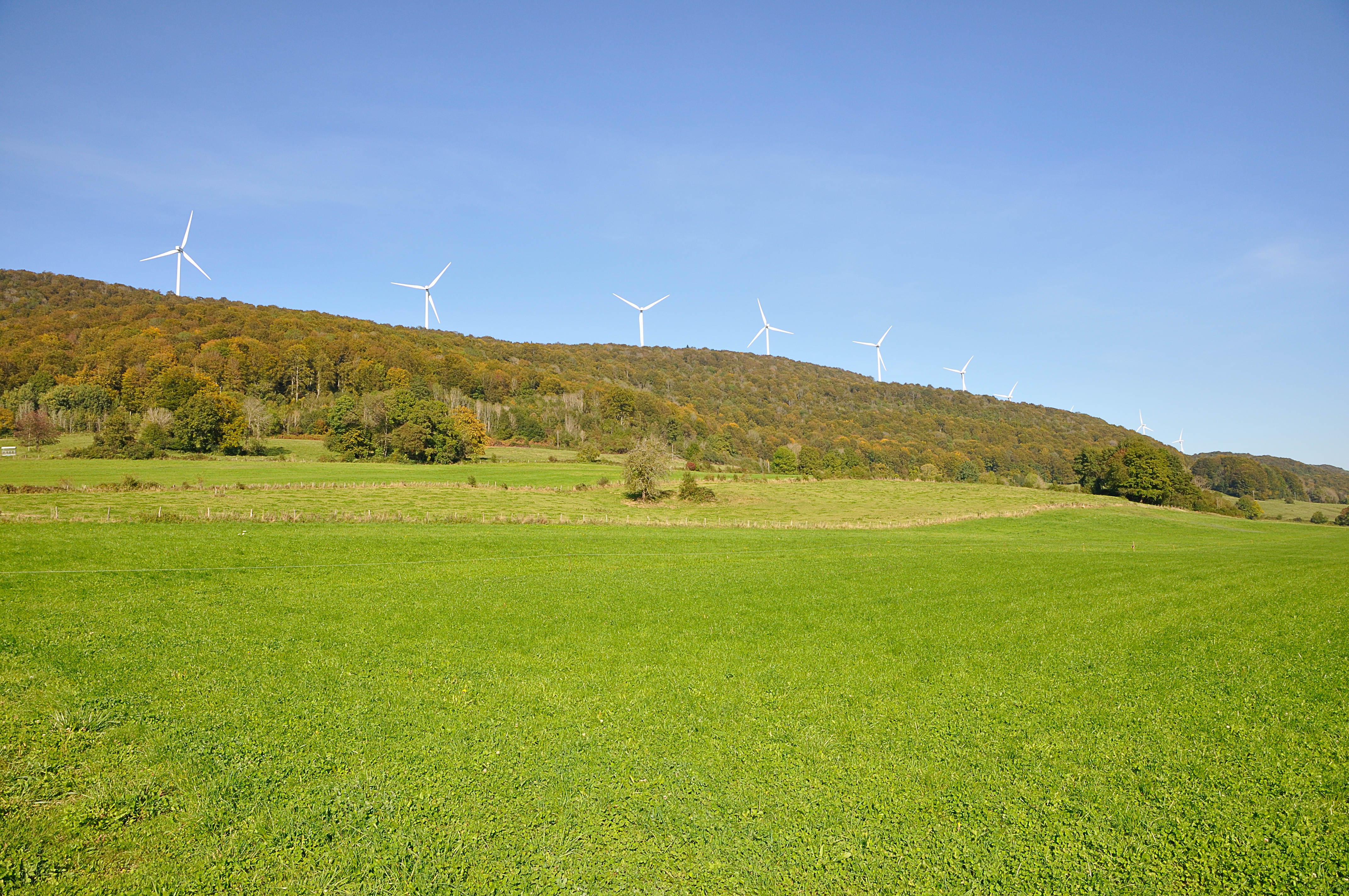
Éoliennes du parc du Lomont situé à la limite du Haut-Doubs.

Une éolienne utilisée pour fournir de l'électricité aux réseaux délivre de l'ordre de 2 MW à l'intérieur des terres et de 5 MW en mer, mais des modèles plus petits sont également disponibles.
C'est ainsi que certains navires sont maintenant équipés d'éoliennes pour faire fonctionner des équipements tels que le conditionnement d'air. Typiquement, il s'agit alors de modèles à axe vertical prévus pour fournir de l'énergie quelle que soit la direction du vent. Une éolienne de ce type délivrant 3 kW tient dans un cube de 2,5 m de côté.
Certaines éoliennes produisent uniquement de l'énergie mécanique, sans production d'électricité, notamment pour le pompage de l'eau dans des lieux isolés. Ce mode de fonctionnement correspond à celui des moulins à vent d'autrefois, qui entraînaient le plus souvent des meules de pierre ; en effet, la plupart des 20 000 moulins à vent à la fin du XVIIIe siècle en France servaient à la minoterie.

### Fabricants d'éoliennes

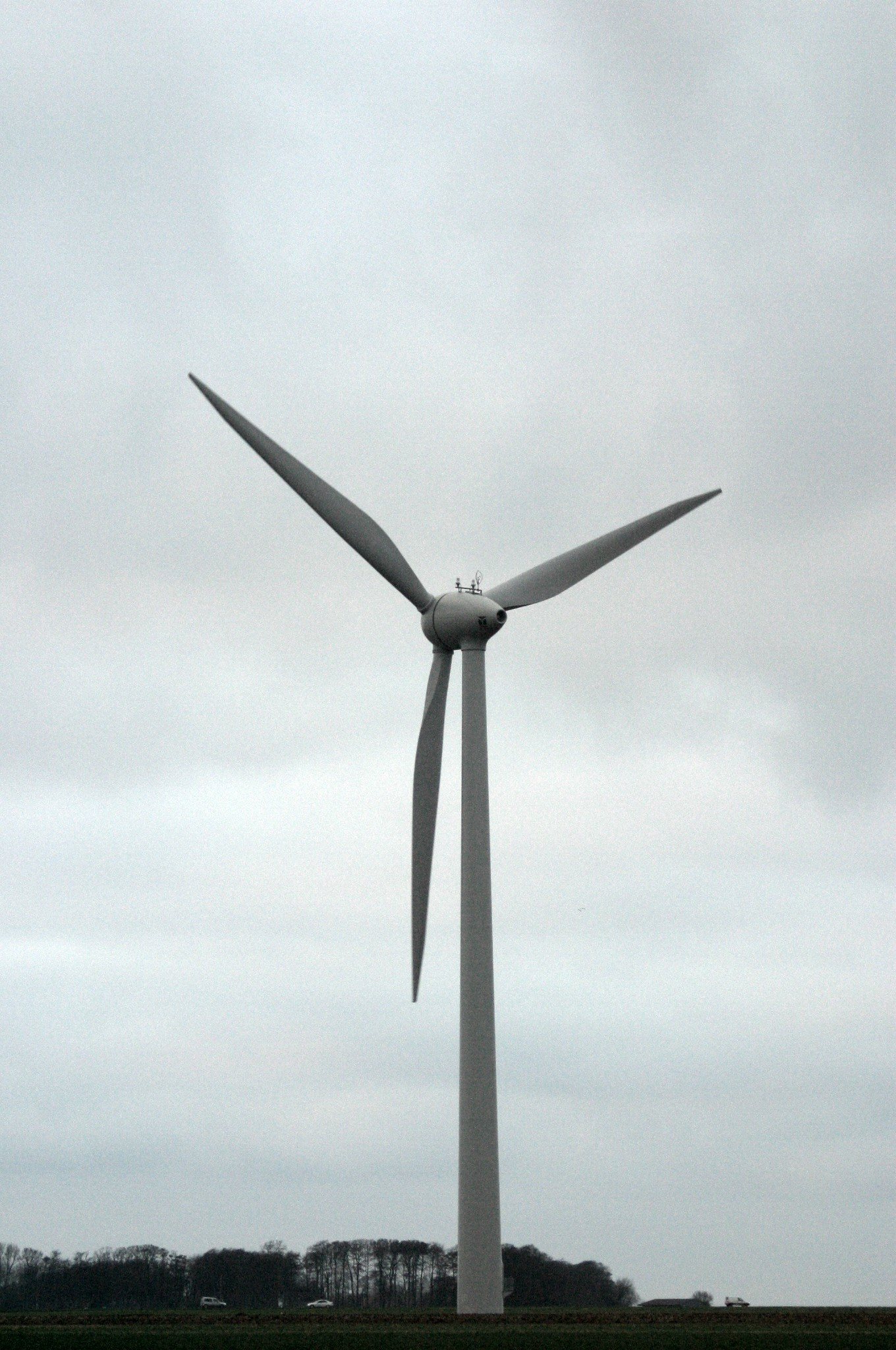
Modèle Enercon E-66. Hauteur : 100 m, puissance : 2 MW (parc d'Assigny).

#### Historique des fabricants
En 2024, parmi les sept premiers constructeurs classés selon les capacités installées, six sont chinois :
1. Goldwind (Chine) : 20 GW, dont 18,8 GW en Chine ;
2. Envision (Chine) : 14 GW, dont 13,2 GW en Chine ;
3. Mingyang (Chine) : 12 GW, entièrement en Chine ;
4. Vestas (Danemark) : 11 GW ;
5. Windey (Chine) : 10 GW, dont 9,9 GW en Chine ;
6. SANY (Chine) : 9 GW, entièrement en Chine ;
7. DEC (Chine) : 8 GW, entièrement en Chine ;
8. Siemens Gamesa (Allemagne, Espagne) : 8 GW ;
9. Nordex Group (Allemagne) : 7 GW ;
10. GE Vernova (États-Unis) : 5 GW.

Les capacités installées en Chine ont représenté plus de 60 % des nouvelles installations raccordées (plus de 80 GW) dans le monde en 2024. Les constructeurs chinois consacrent encore 98 % de leur activité au marché chinois, mais montent en puissance sur les marchés émergents : le Moyen-Orient, l'Afrique, l'Asie centrale.
En 2023, alors que la demande d'énergie renouvelable n'a jamais été aussi forte, les perturbations liées à la pandémie de Covid-19 en 2020, puis aux pénuries de composants lors du redémarrage et à la crise énergétique, ont fortement dégradé les comptes des fabricants d'éoliennes, d'autant plus que l'attribution des contrats de marché public aux plus offrants a favorisé une guerre des prix entre les candidats. L'ensemble du secteur enregistre des pertes cumulées de 4,7 milliards d'euros ; le champion danois Vestas lui-même a perdu 1,57 milliard en douze mois. Le 23 juin 2023, l'action de Siemens Energy, la maison mère allemande de Siemens Gamesa, deuxième fabricant mondial d'éoliennes, s'effondre de 38 % à la bourse de Francfort après la publication d'un communiqué faisant état d'un « taux de défaillance significativement accru » de composants d'éoliennes. Siemens Energy devrait dépenser « plus d'un milliard d'euros supplémentaire » dans les prochaines années pour résoudre ces problèmes de qualité.
La situation concurrentielle du secteur éolien diffère entre les deux grands segments de marchés : sur celui de l'éolien terrestre, en 2016, la concurrence est largement dispersée entre des acteurs nombreux, sans que se dégage un industriel disposant d'une place dominante sur le marché mondial. La plupart des grands acteurs industriels peuvent s'appuyer sur un marché national actif, ce qui leur permet de disposer d'une assise solide pour disputer et gagner des parts de marché sur les marchés internationaux. C'est notamment le cas de GE Wind aux États-Unis, Enercon, Senvion et Nordex en Allemagne, Suzlon en Inde et Goldwind, United Power et Mingyang en Chine. Les autres acteurs sont fragilisés et font l'objet d'un mouvement de consolidation du secteur.
Le segment de marché de l'éolien en mer, lui, est beaucoup plus restreint et n'a encore qu'un déploiement international limité dans les années 2010 : principalement cantonné sur quelques marchés en mer du Nord, en mer Baltique et au large des côtes britanniques, il reste aux mains d'une minorité d'acteurs expérimentés, au premier rang desquels le numéro un mondial Siemens Wind Power (80 % du marché) et MHI Vestas, la filiale commune formée en 2013 par le danois Vestas, numéro un mondial sur le segment du terrestre, et le japonais Mitsubishi. D'autres fabricants sont positionnés sur ce marché et ont déjà livré leurs premières machines, mais sont en difficulté car les perspectives de croissance ne sont pas aussi importantes qu'espérées. Depuis 2013, une vague de consolidation affecte ce secteur : rapprochement en 2013 de Vestas et de Mitsubishi, puis en 2014 création d'Adwen, filiale commune d'Areva et de Gamesa. En 2015, le français Alstom, qui développe l'éolienne en mer Haliade 150, est passé dans le giron de l'Américain GE.
Dans l'éolien terrestre, l'allemand Nordex et l'espagnol Acciona annoncent en octobre 2015 leur intention de fusionner leurs forces pour entrer dans le top 5 mondial. Les dirigeants de Gamesa ont annoncé le 29 janvier 2016 qu'ils étaient entrés en discussion avec Siemens en vue d'un rapprochement de leur activité éolienne, créant le poids lourd du secteur mondial (environ 15 % de part de marché) devant General Electric (11 %) et Vestas (10 %). Ces discussions ont abouti à un accord annoncé le 17 juin 2016 : le siège de la nouvelle société sera situé en Espagne et celle-ci restera cotée à la Bourse de Madrid ; Siemens détiendra 59 % de la nouvelle entité et versera un paiement en numéraire de 3,75 euros par action aux actionnaires de Gamesa, soit au total plus d'un milliard d'euros ; Areva aura trois mois pour choisir entre vendre sa participation dans Adwen ou racheter la part de Gamesa puis vendre la totalité de la société à un autre acteur ; General Electric serait intéressé. En novembre 2017, Siemens et Gamesa annoncent une restructuration pouvant concerner jusqu'à 6 000 postes dans 24 pays. Lors de l'annonce de leur union mi-2016, les deux industriels comptent 21 000 salariés, dont 13 000 issus de Siemens. Le chiffre d'affaires a reculé de 12 % entre avril et septembre 2017, en raison d'une « suspension temporaire » du marché indien, et le groupe prévoit une forte baisse en 2018.
Au premier semestre 2016, Vestas voit son chiffre d'affaires bondir de 23 %.
En 2015, selon une étude publiée le 22 février 2016 par Bloomberg New Energy Finance (BNEF), General Electric est détrôné par le groupe chinois Goldwind, qui a installé 7,8 GW de turbines dans le monde dans l'année, devançant Vestas (7,3 GW) et General Electric (5,9 GW). En 2014, Goldwind était 4e avec 4,5 GW installés. La Chine a représenté en 2015 la moitié du marché mondial et cinq fabricants chinois apparaissent dans le top 10. Siemens est le premier européen du classement 2015, au 4e rang mondial avec 5,7 GW, dont 2,6 GW en mer, segment où il est le leader incontesté, quatre fois plus gros que le numéro deux ; sa fusion en discussion avec l'espagnol Gamesa (3,1 GW) pourrait le porter au 1er rang mondial.
Les dix premiers fabricants en 2015 étaient :
1. Goldwind (Chine) : 7 800 MW ;
2. Vestas (Danemark) : 7 486 MW ;
3. GE Wind Energy (États-Unis) : 5 900 MW ;
4. Siemens (Allemagne) : 3 100 MW ;
5. Gamesa (Espagne) : 3 100 MW ;
6. Enercon (Allemagne) : 3 000 MW ;
7. Guodian United Power (Chine) : 2 800 MW ;
8. Mingyang (Chine) : 2 700 MW ;
9. Envision (Chine) : 2 700 MW ;
10. CSIC (Chongqing) Haizhuang Windpower Equipment (Chine) : 2 000 MW.

NB : Vestas reste au 1er rang pour le chiffre d'affaires avec 8 400 M€ contre 4 180 M€ pour Goldwind.
General Electric Wind finalise son ascension, Vestas perd sa première place après douze ans de règne ; les Allemands reviennent en force ; les quatre principaux fabricants chinois d'éoliennes Goldwind, United Power, Sinovel et Mingyang sont dans le Top 10, mais aucun ne figure dans le Top 5.
Dans le secteur des éoliennes en mer, deux des principaux fabricants, Areva et Gamesa, ont signé en juillet 2014 un accord sur la création d'une coentreprise détenue à parts égales par les deux groupes, avec pour objectif 20 % de part de marché en Europe en 2020, ainsi que de se placer sur le marché asiatique, chinois en particulier, en phase de décollage. Gamesa a un prototype d'éolienne de 5 MW et Areva des machines de 5 à 8 MW, dont 126 exemplaires installés fin 2014, soit 630 MW, et 2,8 GW en portefeuille de projets. En prenant le meilleur de chaque technologie, la coentreprise compte aboutir, à terme, à une seule plate-forme de 5 MW.
Les principaux fabricants d'éoliennes construisent des machines d'une puissance d'environ 1 à 6 MW. Il existe de très nombreux autres fabricants d'éoliennes, parfois de très petite dimension pour des applications individuelles ou de niche.
Les principaux fabricants d'éoliennes étaient d'abord originaires principalement du Danemark et d'Allemagne, pays qui ont investi très tôt dans ce secteur. En 2010, certains pays augmentent leurs investissements pour combler leur retard, comme les États-Unis avec GE Wind qui a presque doublé ses parts de marché en cinq ans, ou la France avec Areva, qui détenait jusqu'en 2007, 70 % du capital de REpower (12e au classement 2010). Le marché est marqué en 2010 par l'émergence des acteurs asiatiques (8 sur les 15 premiers), qui parviennent à gagner des marchés en Occident.

#### Liste de fabricants
Liste non exhaustive de fabricants en 2013 :
- Allemagne : Enercon, Nordex, Senvion, Siemens, Fuhrlander, Vensys, Bard, e.n.o. energy, Avantis, Eviag ;
- Belgique : Turbowinds ;
- Canada : Pioneer Power Solutions, AWE ;
- Chine : Goldwind, Windey, Sinovel, DEC, Dongfang, Guangdong Mingyang ;
- Corée du Sud : Unison, Doosan, Samsung, Hyundai ;
- Danemark : Vestas, Norwin ;
- Espagne : Gamesa, Acciona, M Torres, ACSA ;
- États-Unis : GE Wind Energy, SUREnergy, Clipper, Jacobs, Windmatic ;
- Finlande : Winwind ;
- France : Areva Winds (Multibrid), DDIS, Vergnet, Alizeo, Noveol, Alstom Power (Ecotècnia), Naval Group ;
- Inde : Suzlon, NEPC, RRB Energy, Ghodawat, Pioneer Wincon ;
- Italie : Leitwind ;
- Japon : Mitsubishi, Subaru ;
- Norvège : Statoil, Sway, Blaaster ;
- Nouvelle-Zélande : Windflow ;
- Pays-Bas : Lagerwey, EWT, WES, XEMC-Darwind, STX Windpower ;
- Tchéquie : Wikov.

### Conséquences sur l'emploi
En janvier 2009, selon le Syndicat des énergies renouvelables (SER), le secteur éolien avait créé durant les cinq années précédentes en moyenne 33 nouveaux emplois par jour en Europe.

## Recherche et développement

### Autres productions utilisant l'énergie éolienne
- 2009 : les Néerlandais de Dutch Rainmaker ont fabriqué une éolienne dont l'énergie est utilisée pour condenser la vapeur d'eau présente dans l'air ambiant. Le premier prototype a ainsi condensé 500 litres d'eau douce en 24 heures.
- 2010 : l'institut allemand Fraunhofer explique dans un communiqué avoir réussi à mettre au point un processus de production de méthane à partir de la production en excès des éoliennes[67]. L'électricité est utilisée pour électrolyser l'eau, produisant du dioxygène (rejeté) et du dihydrogène. Cet hydrogène est recombiné à du CO2 (sans doute par réaction de Sabatier) pour produire du méthane, qui est réintroduit dans le circuit de distribution public de gaz naturel. La première partie de cette réaction était déjà utilisée par Poul La Cour en 1890 (cf. section « Historique »).

### Stockage de l'énergie éolienne
Une méthode utilisée pour exploiter et stocker les productions excédentaires des éoliennes consiste à les coupler à des installations de pompage-turbinage au sein de centrales hydro-éoliennes : un parc éolien génère de l'électricité grâce à des aérogénérateurs. Une partie de cette électricité est envoyée sur le réseau pour alimenter les consommateurs, l'excédent est utilisé pour pomper de l'eau vers une retenue d'altitude. Lors des périodes de vent faible, l'eau de la retenue est turbinée dans une centrale hydroélectrique et stockée dans une retenue basse ; l'électricité ainsi obtenue est envoyée sur le réseau.
Un projet de ce type est opérationnel aux Îles Canaries dans l'île de El Hierro depuis 2014. Ce système de 11,5 MW permet d'éviter annuellement le transport de 6 000 tonnes de fioul par tankers, et l'émission de 18 000 tonnes de CO2,. Sur son premier semestre de fonctionnement, ce système a couvert en moyenne 30,7 % de la demande d'électricité de l'île, selon les données en temps réel publiées par le gestionnaire de réseau Red Eléctrica de España (REE).
Une autre technique utilisée pour stocker l'énergie fournie par les éoliennes est la production d'hydrogène vert par électrolyse.

### Production d'eau potable
Eole Water est une entreprise française dans le domaine des systèmes de production d'eau par condensation de l'air. Elle a développé des capacités de production d'eau potable à partir de l'énergie éolienne ou solaire.

## Accidents et risques
Des accidents liés aux éoliennes se sont produits un peu partout dans le monde, mais sont relativement rares et n'ont que des conséquences limitées ; le premier en France a eu lieu en 2018. Une éolienne de 240 m s'est effondrée en 2021 en Allemagne, sans faire de victime. En août 2023, des rafales de vent à 100 km/h ont plié puis scindé en plusieurs morceaux une éolienne haute de 65 m dans la ville de Gnoien en Allemagne ; les débris se sont éparpillés et écrasés dans un champ. En France, une pale d'éolienne s'est détachée de son mât en décembre 2021, également sans faire de victime. Selon les statistiques réalisées en Allemagne depuis 2005, il y a eu six effondrements d'éoliennes sur 29 715 turbines installées. Il peut arriver aussi que le feu se déclare au niveau de la turbine d'une éolienne. Ainsi, le feu sur un moteur culminant à 77 m de hauteur n’a pu être éteint dans un incendie qui s’était déclaré sur une éolienne sur la commune de Froidfond.
En ce qui concerne la sauvegarde de la biodiversité, le 6 novembre 2021, un aigle royal (espèce d'oiseau protégée) est tué par une éolienne de la centrale du Mont-Soleil en Suisse. Plus généralement, certains parcs éoliens peuvent représenter un danger pour les chiroptères (chauves-souris) et l’avifaune, notamment les passereaux et les rapaces.

## Fin de vie
En fin de vie, ou quand elle devient obsolète, une éolienne peut être remplacée par un modèle plus efficace. Elle est alors soit revendue sur le marché international de l'occasion, soit démantelée.
Si le recyclage de l'acier composant le mât, du cuivre et des équipements électroniques est maîtrisé, le traitement des pales pose un problème du fait de leur composition : composées d'un mélange de fibre de verre et de fibre de carbone liées à l'aide de résine de polyester, elles dégagent à la combustion des microparticules qui obstruent les filtres des incinérateurs. Divers procédés permettent toutefois de les utiliser comme combustible dans des cimenteries après broyage voire d'en recycler les matériaux. Deux procédés sont en cours d'industrialisation en 2022 pour employer des résines, permettant de récupérer les principaux constituants des pales après démantèlement,.
En France, depuis 2020, la loi impose à tous les exploitants de parcs éoliens de retirer l'intégralité des fondations lors du démantèlement, sauf dérogation « sur la base d'une étude adressée au préfet démontrant que le bilan environnemental du décaissement total est défavorable, sans que la profondeur excavée ne puisse être inférieure à 2 mètres dans les terrains à usage forestier au titre du document d'urbanisme opposable et 1 m dans les autres cas ».

## Puissance sonore
Selon une étude, certains modèles d'éoliennes de 2,3 MW ont une puissance sonore qui peut varier entre 90 à 105 décibels (dBA) selon les conditions ; les bruits résiduels à proximité des éoliennes varient quant à eux entre 28,8 et 51,7 dBA pendant la journée, et entre 18 et 46,8 dBA pendant la nuit.
En 2023, le Centre d'études et d'expertise sur les risques, l'environnement, la mobilité et l'aménagement (Cerema) considère que les niveaux de bruit générés par un parc éolien sont « très modérés » si on les compare à d'autres sources de bruit environnemental, et que le niveau sonore à l'extérieur du logement d'une personne habitant à proximité de ces parcs dépasse rarement 40 dBA.

## Réglementation
En France, l'implantation d'une éolienne domestique est réglementée ; les règles applicables varient selon la taille de l'éolienne. Le site Service-public.fr précise les règles à respecter pour une éolienne d'une hauteur maximale de 12 mètres sans permis de construire, le non-respect de ces règles expose le contrevenant à une amende de 1 200 €. Au-delà de 12 mètres de haut la demande de permis de construire est obligatoire. Toutes les zones ne sont pas susceptibles de recevoir une implantation d'éolienne domestique ; quatre zones principales sont interdites. D'autres règles sont à prendre en compte. Il est par exemple nécessaire de demander une autorisation de défrichement si le terrain sur lequel l'éolienne va être implantée avait une destination forestière. Pour une éolienne de moins de 50 mètres, une distance d'au moins trois mètres doit être respectée par rapport à la limite séparative du voisinage. Les voisins doivent être informés au préalable de l'installation d'une éolienne. La norme EN 50 308 : « Aérogénérateur, mesures de protection, exigences pour la conception, le fonctionnement et la maintenance » s'applique à l'éolien.
En ce qui concerne l'acoustique des sites éoliens, l'arrêté ICPE du 26 août 2011, applicable depuis le 1er janvier 2012, réglemente ce domaine. Cet arrêté concerne l'ensemble des parcs français de travaux publics comme privés, ou des « travaux intéressant les bâtiments et leurs équipements soumis à une procédure de déclaration ou d'autorisation ». Certaines circonstances caractérisent l'atteinte à la tranquillité du voisinage ou l'atteinte à la santé comme « le non-respect des conditions fixées par les autorités compétentes en ce qui concerne soit la réalisation des travaux, soit l'utilisation ou l'exploitation de matériels ou d'équipements », « l'insuffisance de précautions appropriées pour limiter ce bruit », ou encore « un comportement anormalement bruyant ».
Afin de vérifier le bruit provenant des éoliennes, des études de développement sont faites dans les futurs parcs éoliens, ces mesures sont prises au niveau des zones à émergence réglementée (ZER) durant une à plusieurs semaines. Le but est ensuite de déterminer le bruit ambiant du site sur lequel les éoliennes seront placées en modélisant au préalable le bruit des futures éoliennes.
De nouvelles mesures sont prises après la construction des éoliennes, ces mesures sont faites en alternant des phases d'arrêts et des phases de fonctionnement des éoliennes. Si durant ces mesures il y a un dépassement de 3 à 5 dB au-dessus des 35 dB il faut calculer un programme de bridage des machines afin de réduire le bruit.
La réglementation ICPE permet au préfet, en cas de plainte des riverains, de demander une expertise sur le site. Si celle-ci démontre que la réglementation en matière de bruit n'a pas été respectée, le parc peut être arrêté.